# 나보니두스
나보니두스(바빌로니아 쐐기문자:   Nabû-naʾid, "나부가 숭앙되기를" 또는 "나부가 칭송되기를"를 의미)는 신바빌로니아 제국의 마지막 왕으로, 기원전 556년부터 바빌론의 멸망에 이르기까지 키루스 2세 휘하의 아케메네스 제국에 의해 기원전 539년까지 통치했다. 나보니두스는 고대 메소포타미아의 마지막 토착 통치자였으며, 그가 실각함으로써 수천 년에 걸친 수메르-아카드 국가, 왕국 및 제국의 종말을 알렸다. 바빌론의 마지막 독립적인 왕이었다. 당대 가장 활기차고 개성적인 통치자 중 한 명으로 여겨지는 나보니두스는 일부 학자들에 의해 비정통적인 종교 개혁가이자 최초의 고고학자로 특징 지워진다.
나보니두스의 기원, 이전 왕족과의 관계, 그리고 그가 왕위 계승권을 가졌는지 여부는 나보니두스가 이전 왕들과의 혈연 관계에 대한 족보적 주장을 하지 않았기 때문에 불분명하다. 이는 그가 바빌로니아 통치자들의 칼데아 왕조와 관련이 없다는 것을 시사한다. 그러나 그는 왕이 되기 전에 어떤 중요한 경력을 가졌던 것으로 알려져 있다. 그는 결혼을 통해 칼데아 왕들과 연결되었을 가능성이 있으며, 아마도 네부카드네자르 2세 (r.  기원전 605~562년)의 딸과 결혼했을 것이다. 나보니두스의 어머니인 아다드-구피는 아시리아 혈통이었다. 그의 아버지인 나부-발라추-이크비에 대해서는 알려진 바가 거의 없지만, 그 역시 아시리아인이거나 바빌로니아인이었을 수 있다. 일부 역사가들은 아다드-구피 또는 나부-발라추-이크비가 기원전 609년 멸망할 때까지 신아시리아 제국을 통치했던 사르곤 왕조의 일원이었을 것이라고 추측한다.
나보니두스는 라바시-마르두크 (r.  기원전 556년)가 폐위되고 살해된 후, 자신도 놀란 듯 왕으로 선포되었는데, 이는 아마도 나보니두스의 아들 벨사살이 주도한 음모였을 것이다. 그의 통치 기간 내내, 비문과 후대 자료들은 나보니두스가 달의 신 신의 지위를 높이고 바빌론의 전통적인 국가 신 마르두크의 지위를 낮추기 위해 노력했음을 시사한다. 일부 학자들은 나보니두스가 메소포타미아 판테온의 최고신으로서 마르두크를 신으로 완전히 대체하기를 원했다고 주장하지만, 신에 대한 나보니두스의 헌신이 종교 개혁으로 이어진 정도는 논쟁의 여지가 있다. 나보니두스는 기원전 552년부터 기원전 543/542년까지 아라비아의 타이마에서 자발적인 망명 생활을 했다. 그 이유는 알려져 있지 않지만, 바빌로니아 성직자 및 과두정치 계층과의 의견 불일치 때문일 수 있다. 우르에서 발견된 나보니두스 실린더는 다니엘서에 언급된 벨사살을 위한 기도문을 담고 있다는 점에서 주목할 만하다. 이 기도문에서 벨사살은 바빌로니아의 섭정으로 활동하며, 그의 아버지 나보니두스는 타이마의 왕자와 맞서 아카드 군대를 이끌었다고 한다.
나보니두스가 기원전 543/542년에 바빌로니아로 돌아왔을 때, 그는 종교적 노력을 강화하고 북부 주요 도시 하란에 있는 신에게 헌정된 에쿨훌 사원을 재건했다. 나보니두스의 통치는 기원전 539년 키루스 대왕의 제국에 대한 급속한 승리로 갑자기 끝났다. 결정적인 오피스 전투 이후, 페르시아인들은 싸움 없이 바빌론에 입성했다. 여러 자료에 따르면 나보니두스는 포로로 잡혔지만 목숨을 건졌고, 아마도 카르마니아 지역으로 떠나는 것이 허용되었을 것이다. 그는 다리우스 1세 (r.  기원전 522~486년)의 통치 기간까지 망명 생활을 했을 수도 있다.

## 배경

### 출신과 즉위

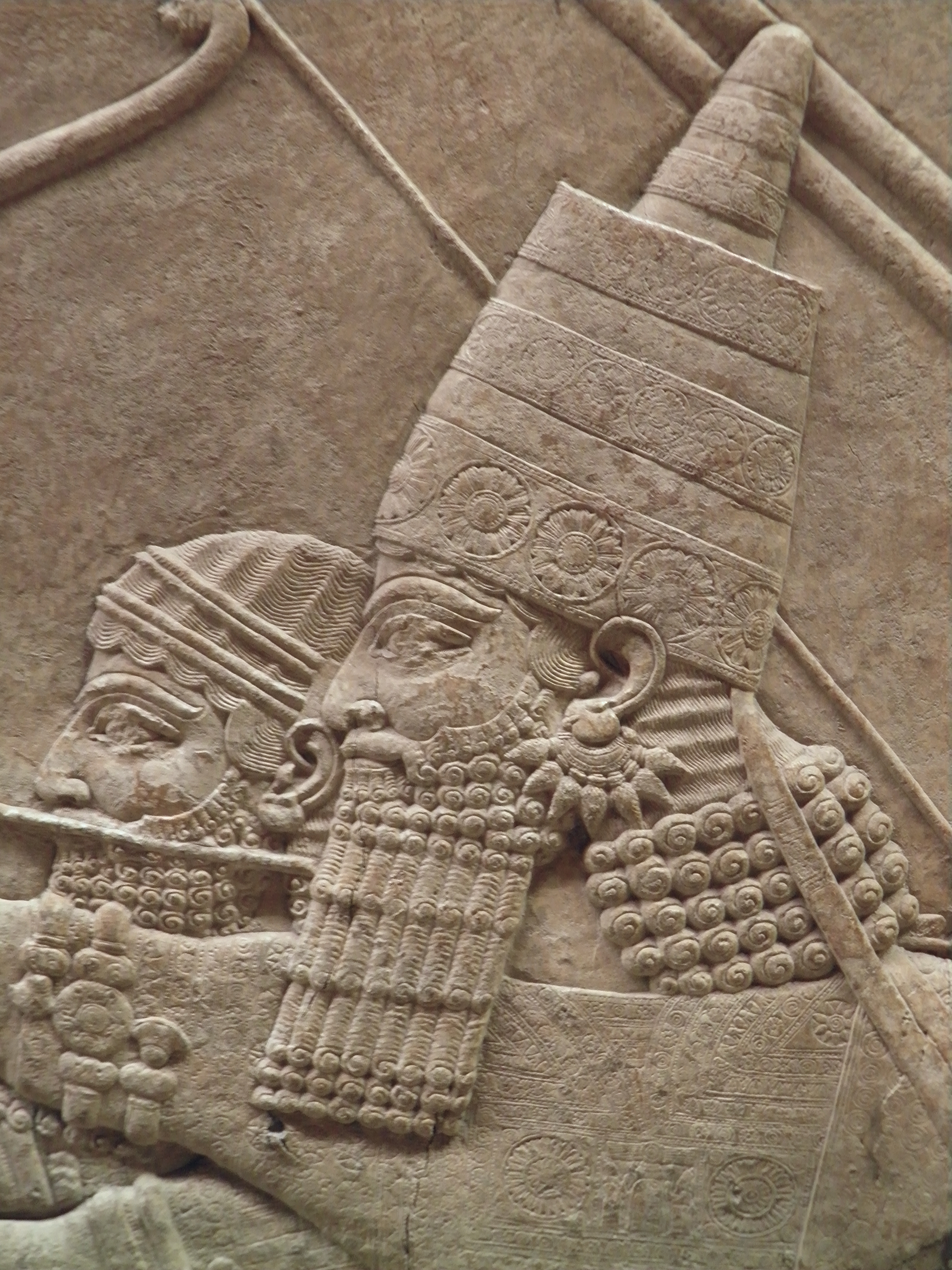
아슈르바니팔의 부조. 그는 기원전 669~631년 아시리아의 왕으로 통치했다. 나보니두스는 아슈르바니팔과 그의 왕조인 사르곤족의 요소를 모방했다. 일부 역사가들은 나보니두스가 아슈르바니팔이나 아슈르바니팔의 아버지 에사르하돈의 후손이라고 믿는다.

나보니두스의 기원은 불분명하며, 그에 대해 알려진 세부 정보가 거의 없기 때문에 해석과 추측의 여지가 많다. 나보니두스는 그의 비문 중 하나에서 다음과 같이 진술한다.
나는 아무도 없는 외아들 나보니두스다. 내 마음속에는 왕권에 대한 생각이 없었다.

나보니두스의 아버지는 나부-발라추-이크비라는 이름의 남자였는데, 나보니두스는 그의 비문에서 그를 "학식 있는 조언자", "현명한 군주", "완벽한 군주" 그리고 "영웅적인 총독"이라고 언급한다. 나보니두스의 비문에 나부-발라추-이크비와 어떤 바빌로니아 왕과의 연결 고리가 주어지지 않은 것은 일반적으로 나보니두스가 바빌로니아의 통치 왕조인 칼데아 왕조와 밀접하게 연결되지 않았음을 나타낸다고 추정된다. 그의 비문에서 나보니두스는 자신보다 앞서 바빌론의 왕이었던 이들을 언급하지만, 그들 중 누구의 후손이라고 주장하지는 않는다. 나보니두스는 어떤 비문에서도 아버지의 기원이나 민족에 대해 자세히 설명하지 않고, 단지 그의 이름을 언급하고 용감하고 현명하며 경건했다고만 기록한다. 흥미롭게도, 나보니두스의 아버지로 합리적으로 식별될 수 있는 나부-발라추-이크비라는 인물이 나보니두스 통치 이전의 문서에는 나타나지 않으므로, 그의 아버지의 지위와 위치는 불분명하다. 나보니두스의 비문에서 나부-발라추-이크비를 "군주"라고 반복해서 언급하는 것은 일종의 귀족 신분과 정치적 중요성을 시사한다.
나보니두스의 어머니는 아다드-구피였으며, 기원전 648/649년경에 태어났다. 한때 바빌로니아 왕실 하렘의 일부였을 것으로 추정되기도 했지만, 아다드-구피가 실제로 나보니두스 전임자들의 첩이었다는 증거는 현재까지 존재하지 않는다. 그러나 그녀는 자신의 비문에서 나보폴라사르 (r.  기원전 626~605년), 네부카드네자르 2세 (r.  기원전 605~562년), 네리그리사르 (r.  기원전 560~556년) 왕들에게 영향력을 행사했다고 주장하며 왕실 바빌로니아 궁정에서 영향력이 있었다. 현재까지 확실한 증거는 없지만, 아다드-구피는 종종 메소포타미아 북부의 주요 도시 하란 (나중에 그녀가 살았던 곳) 출신이며 아시리아 혈통이었을 것으로 추정된다.
캐나다 아시리아학자 폴-알랭 볼리외에 따르면, 나보니두스가 이후에 자신의 제국의 변방 도시인 하란에 강한 관심을 보인 것은 그와 그의 어머니가 하란 출신이었을 경우에만 설명될 수 있다. 수세기 후 알렉산드로스 대왕에 의한 바빌로니아 정복 이후에 작성된 후대 문서인 왕조 예언은 나보니두스가 "하란 왕조"의 창시자이자 유일한 대표자로 간주되므로, 그가 하란 출신이었음을 뒷받침한다. 볼리외에 따르면, 아다그오페의 이름이 "아람어처럼 보인다"는 점에서 그녀는 아시리아인이라기보다는 아람인이었을 수 있다. 하란에서 아다드-구피는 달의 신 신에게 헌신하는 여사제였다. 아다드-구피가 고위 여사제였다는 증거는 없으며, 그녀의 비문에 주장하는 유일한 칭호는 "나보니두스의 어머니"와 "신, 닝갈, 누스쿠, 사다르눈나 숭배자"뿐이다.
아다드-구피가 하란과 관련되어 있고, 아마도 인생 초기에 나부-발라추-이크비와 결혼했을 가능성(고대 메소포타미아의 관습처럼)은 나부-발라추-이크비 역시 그 도시의 저명한 주민이었을 가능성이 높으며, 아마도 아시리아인이나 아람인 혈통이었을 것이다. 프라우케 바이어스하우저와 제이미 노보트니는 나부-발라추-이크비가 아람인 족장이었을 수도 있다고 추측했다. 스티븐 허버트 랭던은 나부-발라추-이크비가 에사르하돈 (r.  기원전 681~669년)의 아들이자 따라서 아슈르바니팔의 형제 중 한 명이었다고 이론화했지만, 이 관계에 대한 구체적인 증거는 없다.
나보니두스 자신의 비문과 아다드-구피의 비문에 따르면, 나보니두스는 여러 번 그녀의 "외아들"로 불리므로, 나보니두스가 외동아들이었음을 확신할 수 있다. 아다드-구피는 아시리아 제국 메디아-바빌로니아 정복 기간 동안 바빌로니아인과 메디아인이 기원전 610년에 하란을 약탈한 후 포로로 바빌론에 처음 왔을 가능성이 있다. 기원전 610년경에는 이미 39세였다. 아마도 이 시점에는 나보니두스가 이미 태어났을 것이지만, 정확한 출생 연도는 아직 알려져 있지 않다. 그녀의 비문 중 하나에서 아다드-구피는 생전에 증손주(즉, 나보니두스의 증손주)에 이르는 후손들, 총 4세대의 후손들을 보았다고 주장한다. 세대 간의 간격을 약 20~25년으로 추정하고, 그녀의 증손주들이 아다드-구피 사망 당시 약 5세였다고 가정하면, 나보니두스는 기원전 615년 이후에 태어났을 수 없지만, 그 이전에 태어났을 가능성도 매우 크다.
나보니두스가 네부카드네자르 2세의 딸 중 한 명과 결혼했을 가능성도 있으며, 이러한 결혼은 그의 어머니의 영향력을 통해 성사되었을 수 있다. 이러한 연결은 나보니두스가 왕위에 오른 이유(왕실과 연결되어 있었기 때문)뿐만 아니라, 히브리어 성경의 다니엘서에서 벨사살이 네부카드네자르 2세의 (손자)로 언급되는 것처럼, 나보니두스의 아들인 벨사살이 네부카드네자르 2세의 후손으로 묘사되는 후대 역사적 전통을 설명할 수도 있다. 그러나 벨사살이 네부카드네자르 2세의 후손이라는 주장은 진정한 족보 정보라기보다는 왕실 선전에서 비롯되었을 수도 있다. 고대 그리스 역사가 헤로도토스는 바빌로니아 제국의 "마지막 위대한 여왕"을 니토크리스라고 명명했지만, 그 이름이나 다른 어떤 이름도 동시대 바빌로니아 자료에는 기록되어 있지 않다. 헤로도토스의 니토크리스 묘사에는 많은 전설적인 자료가 포함되어 있어 그가 이 이름을 나보니두스의 아내를 지칭하는지 아니면 어머니를 지칭하는지 판단하기 어렵다. 윌리엄 H. 셰이는 1982년에 니토크리스가 잠정적으로 나보니두스의 아내이자 벨사살의 어머니의 이름으로 식별될 수 있다고 제안했다.
그녀의 비문에서 아다드-구피는 또한 나보니두스가 신아시리아 제국의 왕인 아슈르바니팔 (r.  기원전 669~631년)의 왕조 혈통 출신이라고 주장했다. 그녀의 비문에 따르면 아다드-구피는 아슈르바니팔이 왕이 된 지 20년째 되는 해에 태어났다. 그녀가 태어날 당시 하란은 주요 아시리아 요새였고, 기원전 609년에 신아시리아 제국이 멸망했을 때 하란은 망명 정부의 수도였다. 나보니두스가 사르곤 왕조 (아슈르바니팔의 왕조) 혈통이라고 주장한 점을 고려할 때, 스테파니 댈리는 2003년에 아다드-구피가 아슈르바니팔의 딸이었을 가능성이 "거의 확실하다"고 보았다. 마이클 B. 딕은 2004년에 댈리의 확신에 반대하며, 나보니두스가 일부 고대 아시리아 상징(다른 신바빌로니아 왕들의 묘사에는 없지만 아시리아 예술에는 존재하는 휘감은 망토를 입는 것 등)을 부활시키고 자신을 사르곤 왕조와 연결시키려고 노력했음에도 불구하고, "나보니두스가 사르곤 왕조와 관련되어 있다는 증거는 전혀 없다"고 지적했다. 볼리외에 따르면, 아다드-구피가 스스로 어떤 왕실 조상도 명시적으로 주장하지 않았다는 것은 그녀의 미천한 기원을 나타낸다. 그러나 왕실 여성 친척들의 비문이 비교적 드물다는 점을 고려할 때, 윌프레드 G. 램버트에 따르면 아다드-구피는 어느 정도 높은 지위에 있었을 가능성이 높다.

### 왕권 이전의 경력

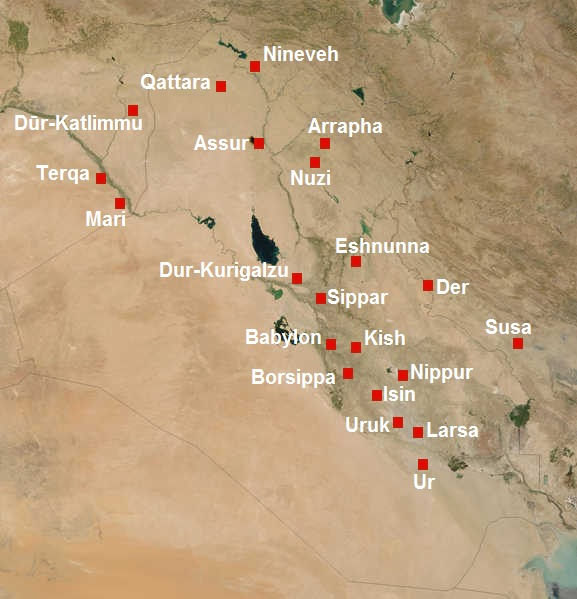
주요 메소포타미아 도시들의 위치도

헤로도토스에 따르면, 라비네투스라는 이름의 관리가 기원전 585년 일식 전투 이후 메디아와 리디아 왕국 사이에 진행된 협상에서 바빌론을 대표하여 중재자이자 증인으로 참석했다. 이 사절이 훗날 바빌론의 왕이 된 나보니두스와 동일 인물일 가능성이 있다.
나보니두스의 이름은 그의 통치 이전의 자료에서는 잘 기록되어 있지 않다. 나보니두스는 기원전 597년 법률 문서에 주요 증인으로 등재되어 있지만, 그가 훗날의 왕과 동일 인물인지는 불분명하다. 특히 텍스트가 나보니두스를 네부카드네자르 2세의 아들로 언급하는 것으로 해석될 수 있기 때문이다. 그러나 나보니두스 왕이 네부카드네자르 2세의 아들이라는 사실을 언급하지 않았을 리는 없다. 만약 그들이 동일 인물이고, 문서에서 그를 왕의 아들이라고 부르지 않는다면, 문서에 나열된 그의 직책인 ša muḫḫi āli (도시 책임자)는 나보니두스의 출생 연도를 기원전 620년 이전으로 더 거슬러 올라가야 한다는 것을 의미한다. 이는 그 직책을 맡는 데 필요한 나이를 고려한 것이다. 만약 언급된 나보니두스가 네부카드네자르 2세의 아들이 아니라면, 그 문서는 이 나보니두스의 아버지를 언급하지 않는데, 이는 그가 높은 지위에 있었음을 시사하며(그렇지 않으면 구별을 위해 아버지와 할아버지가 보통 언급되었다), 그렇다면 그는 훗날의 왕과 동일 인물일 수 있다. 문구는 "왕의 사람의 아들"(즉, 왕자)로 해석될 수 있으며, "왕의 아들"이 아니라는 점에서 나보니두스가 그의 왕실 비문에서 아버지를 왕자로 언급하는 것을 설명할 수 있다.
기원전 590년대 초에서 570년대 사이에 어떤 특정 지역의 징집을 요청했던 나보니두스에 관한 다른 서신도 있다. 이 나보니두스가 미래의 왕과 동일 인물인지는 불분명하다. 왕위에 오르기 전의 자료에서 나보니두스에 대한 확실한 언급이 부족하다는 것은 나보니두스가 그의 본명이 아니라 즉위명이었을 가능성을 시사할 수 있지만, "나부여, 숭앙되소서"라는 이름의 의미가 그 가능성을 약화시킨다.
수세기 후 헬레니즘 문명 시대에 활동했던 바빌로니아 역사가 베로수스는 나보니두스가 '벨의 사제'였다고 기록했다. 종교적 직책은 이전 문서에서 나보니두스의 언급이 없는 이유를 설명할 수 있다. 아다드-구피는 자신의 비문에서 아들 나보니두스를 네부카드네자르 2세와 네리그리사르 왕에게 소개했으며, 그 후 나보니두스가 그들을 위해 "밤낮으로" 임무를 수행하고 "그들이 기뻐하는 모든 것을 정기적으로" 수행했다고 주장한다. 나보니두스는 글을 쓸 줄 아는 학식 있는 사람으로 여겨지며, 많은 사제 및 학자들과 논쟁을 벌였기 때문에 왕이 되기 전에 왕실에서 궁정인이었을 가능성도 있지만, 그의 이름으로 된 저명한 궁정인의 기록은 알려져 있지 않다.

## 통치

### 왕위 등극

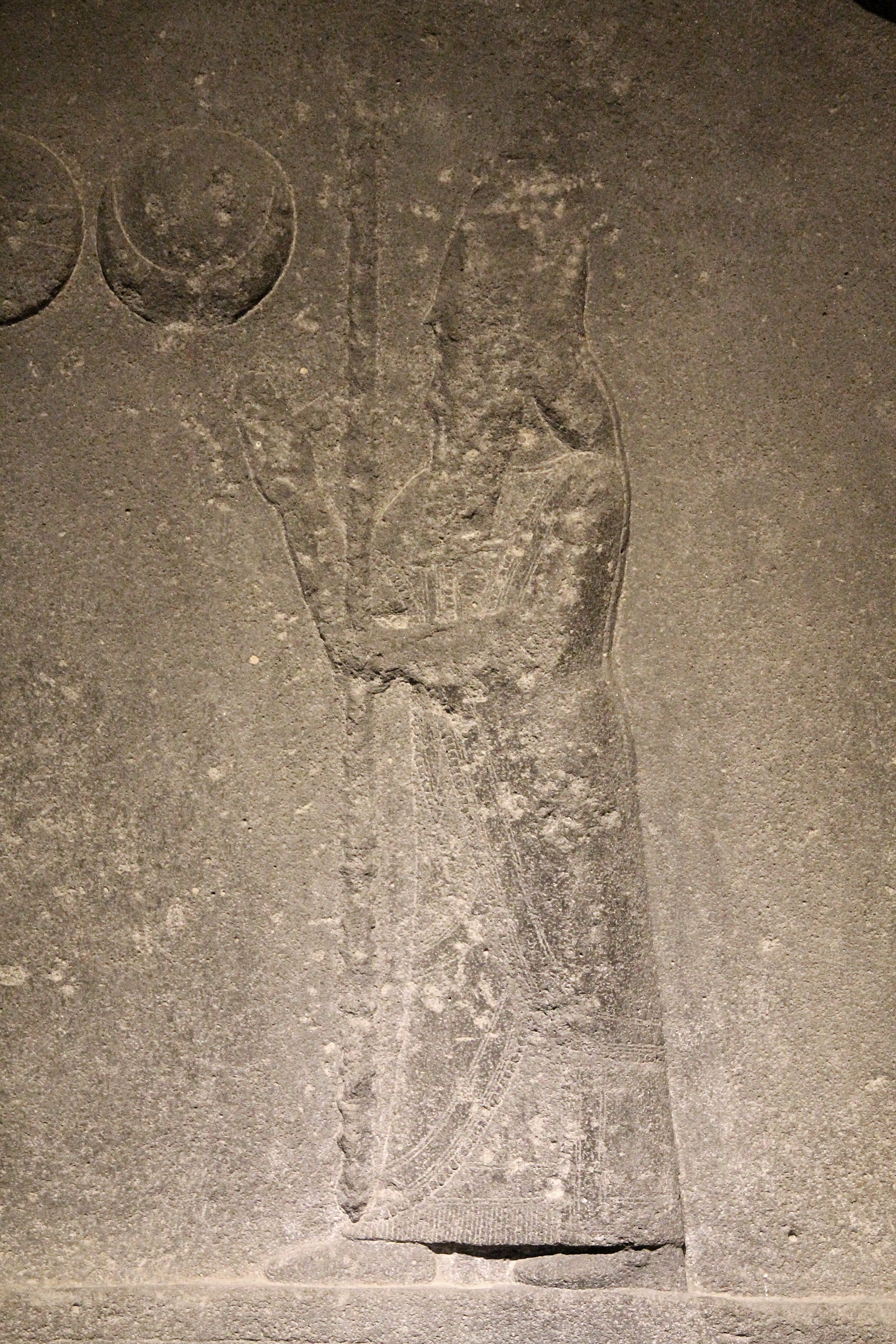
하란의 석비에 묘사된 나보니두스

나보니두스는 칼데아 왕조의 직계 왕조가 붕괴된 후 왕위에 올랐다. 네부카드네자르 2세의 사위인 네리그리사르의 짧은 통치 후, 기원전 556년 4월에 왕위는 네리그리사르의 아들 라바시-마르두크에게 계승되었다. 베로수스는 라바시-마르두크가 9개월 동안 통치했다고 잘못 기록했으며 (필사 오류일 수도 있지만), 라바시-마르두크의 "악행"으로 인해 친구들이 그를 음모하여 결국 "어린 왕"이 맞아 죽었다고 진술했다. 음모자들은 나보니두스(나보니두스)가 통치해야 한다고 동의했다. 라바시-마르두크에 대한 쿠데타의 이유는 알려져 있지 않다. 라바시-마르두크와 그의 아버지가 잘 연결되어 있고 부유했음에도 불구하고, 그들이 궁극적으로 귀족 혈통이 없는 평민으로 간주되었을 가능성이 있다. 라바시-마르두크는 어머니를 통해 네부카드네자르 2세의 손자였을 수도 있으므로 왕실 혈통에 속했지만, 네리그리사르와 다른 아내의 아들이었을 수도 있다. 따라서 라바시-마르두크의 왕위 등극은 네부카드네자르 2세 왕조의 진정한 단절을 의미했을 수 있으며, 그로 인해 바빌로니아 민중의 반발을 불러일으켰을 수 있다. 베로수스는 라바시-마르두크를 어린이라고 언급하지만, 2년 전의 상업 문헌에 따르면 라바시-마르두크가 당시 자신의 일을 책임지고 있었기 때문에 그가 성인이 되어 왕이 되었을 가능성도 있다.
나보니두스는 비문에서 자신에게 지지자가 거의 없었고 왕위를 탐내지 않았다고 주장하지만, 그는 라바시-마르두크의 폐위와 죽음을 초래한 음모의 주역이었음에 틀림없다. 나보니두스는 통치 기간 내내 바빌로니아 군대로부터 꾸준한 지지를 받았으며, 군대가 그의 왕위 등극에 역할을 했을 가능성도 있다. 베로수스는 라바시-마르두크가 9개월 동안 통치했다고 주장했지만, 우루크 왕 목록은 라바시-마르두크에게 3개월의 통치만을 부여하며 바빌로니아의 계약 서판은 그가 불과 두 달 동안만 통치했을 수도 있음을 시사한다. 은밀한 궁정 쿠데타 이후 혼란기 또는 짧은 내전기가 있었던 것으로 보인다. 계약 서판에 따르면 라바시-마르두크는 최소 6월 19일까지 우루크에서, 시파르에서는 최소 6월 20일까지 왕으로 인정되었다. 시파르에서 나보니두스 통치 시대로 날짜가 지정된 가장 이른 서판은 6월 26일자이다. 그러나 니푸르에서 5월 25일에 작성된 서판은 나보니두스 통치 시대로 날짜가 지정되었고, 바빌론 자체에서 라바시-마르두크 통치 시대로 날짜가 지정된 마지막 서판은 5월 24일자이다. 바빌론 자체에서 나보니두스 시대로 날짜가 지정된 가장 이른 서판은 7월 14일자이다. 이 증거는 나보니두스가 니푸르와 바빌론을 포함한 바빌로니아 중심부에서 이미 5월 25일에 인정되었을 수 있는 반면, 일부 외곽 도시들은 라바시-마르두크(궁정 쿠데타로 인해 당시 사망했을 가능성이 높음)를 6월까지 왕으로 계속 인정했다는 가설로 조정될 수 있다. 기원전 556년 6월 말까지 바빌로니아 전역에서 나보니두스 시대로 날짜가 지정된 서판들이 알려져 있다.
어머니의 나이와 나보니두스가 기원전 556년 이전에 왕실에서 오랜 경력을 쌓았다는 점을 고려하면, 그가 왕이 될 무렵에는 비교적 나이가 많았을 것이다. 나보니두스는 왕이 될 의도가 없었으며, 마지못해 왕권을 수락한 것으로 보인다. 왕권을 수락하는 데 대한 망설임은 종종 왕실 선전의 한 형태로 사용되지만, 나보니두스의 비문 중 일부는 그의 통치 10년 이상이 지난 시점(더 이상 통치 정당성을 정당화할 필요가 없는 시점)에 작성되었음에도 불구하고 그가 왕위를 탐내지 않았다는 점을 지적한다. 한 비문에서 나보니두스는 마르두크와 나부의 성지를 방문하여 지도를 구하고, 괴로운 양심으로 자신의 즉위가 합법적인지 의문을 제기하는 자신을 묘사한다.
나의 주 마르두크의 마음이 진정되었다. 나는 경건하게 그를 찬양하고 기도와 간구로 그의 성소를 찾았다. 나는 마음속에 있는 것을 그에게 말하며 이렇게 기도했다: 주님, 제게 과거에 주님께서 부르셨던 다른 왕들의 통치보다 더 중요한 (통치권을) 맡기셨으니, 저는 왕권을 생각지도 못했던 자로서, 진실로 주님의 마음에 드는 왕이 되게 하소서. 저의 날을 늘리시고, 저의 해가 늙게 하시며, 공급자의 역할을 다하게 하소서.

따라서 나보니두스는 라바시-마르두크를 폐위하고 살해한 음모자 집단의 저명한 인물이었지만, 직접 왕위에 오를 의도는 없었으나 다른 음모자들에게 설득당했을 가능성이 있다. 라바시-마르두크에 대한 음모의 주동자는 나보니두스의 아들인 벨사살이었을 가능성이 높다. 벨사살은 이 모든 사건의 주요 수혜자였는데, 그는 왕위 계승자로 지명되었고, 라바시-마르두크의 거대한 사유 재산을 상속받아 하룻밤 사이에 바빌로니아에서 가장 부유하고 저명한 인물 중 한 명이 되었다. 벨사살은 아버지가 살아 있는 동안 왕위를 주장할 수 없었지만, 나이든 아버지(즉, 그의 통치가 과도기적이며 몇 년밖에 지속되지 않을 것으로 예상되는)를 왕위에 앉힘으로써 미래에 자신을 위해 왕위를 확보할 수 있다고 생각했다.

### 초기 통치

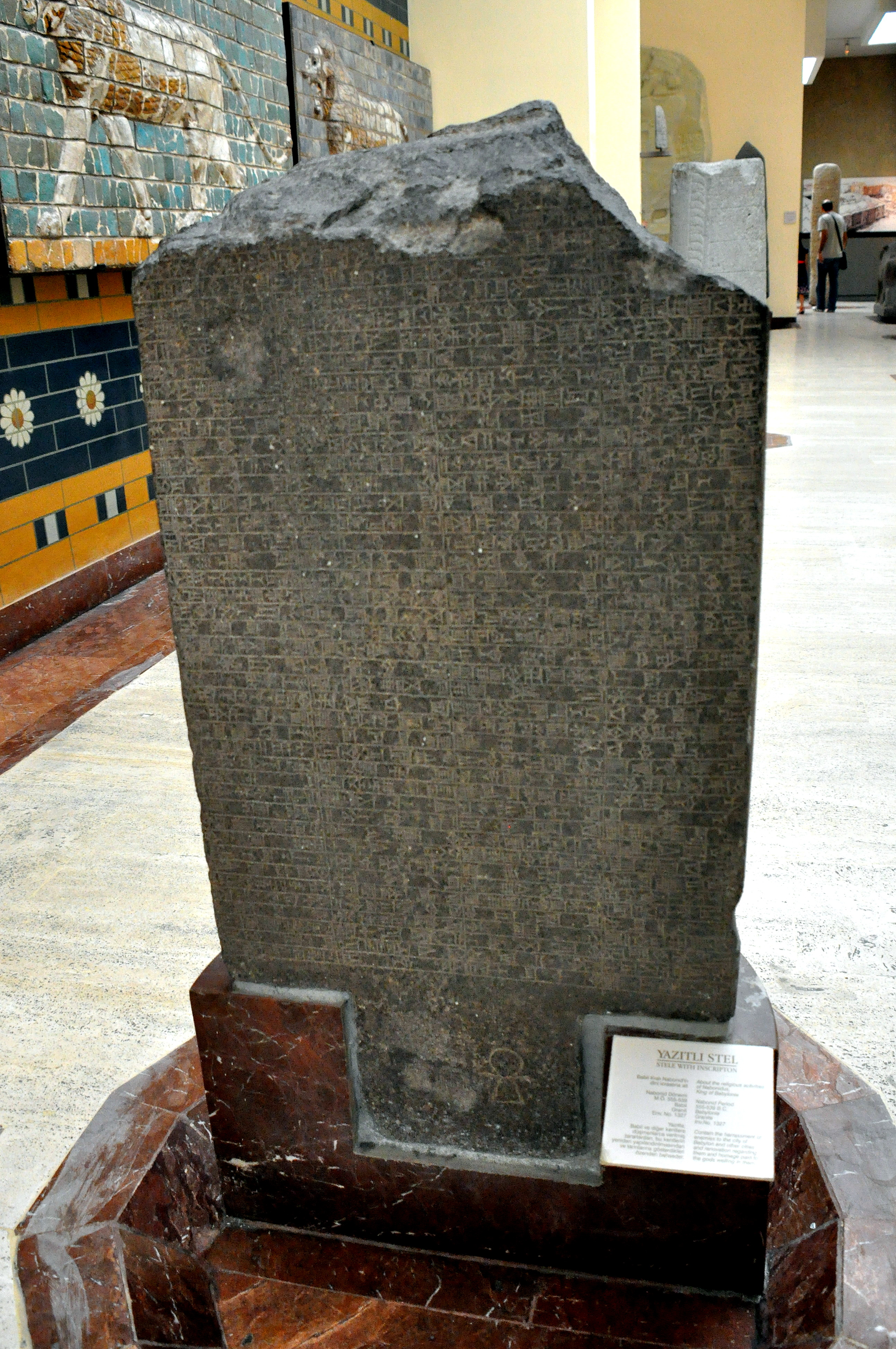
나보니두스의 화강암 석비

나보니두스의 왕으로서 기록된 첫 활동은 기원전 556년 7월 4일 시파르를 방문하여 도시의 에밥바르 사원에 미나 금 3개를 기증한 것이다. 이 방문의 목적은 정치적이었을 수 있는데, 시파르가 불과 2주 전에 라바시-마르두크를 왕으로 인정했기 때문이다. 이는 나보니두스가 왕으로 선포된 지 거의 한 달 후였다.
기원전 556년 가을, 나보니두스는 바빌로니아 군대를 이끌고 킬리키아 동부의 후메로 원정을 떠났는데, 이곳은 네리그리사르가 기원전 557년에 원정했던 곳이다. 나보니두스가 네리그리사르의 원정 직후 그곳에서 원정을 펼쳤다는 것은 바빌로니아의 종주권 아래 있던 시리아가 킬리키아에서 온 침략자들의 위협을 받았음을 시사하거나, 나보니두스가 일반적으로 제국의 안보에 대해 우려하고 있었음을 시사할 수 있다. 이 초기 원정은 성공적이었고, 포로, 선물, 전리품이 신년 축제에 사용하기 위해 바빌론으로 돌아왔다. 바빌로니아 기록에 따르면 나중에 사원 노예로 분배된 포로의 수는 2,850명이었다. 신년 축제를 마친 후, 나보니두스는 남부 바빌로니아로 짧은 여행을 떠났고, 키시, 라르사, 우루크, 우르 등의 도시를 방문했다. 우루크에서는 에안나 사원의 상세한 재편성을 실시하여 희생 제물의 계획을 조정했으며, 네리그리사르의 통치 기간 동안 중단되었던 일부 제물을 복원했다. 한 비문은 나보니두스가 기원전 555년에 킬리키아로 두 번째 성공적인 원정을 떠났으며, 도중에 시리아의 하마를 공격했을 수도 있지만, 기록이 단편적이라고 제안한다.
나보니두스는 바빌론의 신전에 전통적인 왕실 기부금을 기부했지만, 그의 통치 기간 동안 주요 건축 노력 (왕이 된 직후에 의도를 선포함)은 기원전 610년 메디아인들에 의해 파괴된 하란의 신에게 헌정된 에쿨훌 신전을 복원하는 것이었다. 나보니두스는 통치 초기에 신전 파괴 날짜가 이상한 우연의 일치임을 지적했다. 그것은 그가 왕이 되기 정확히 54년 전에 파괴되었다. 54년은 18년 주기 세 번, 즉 완전한 달 주기에 해당한다. 에쿨훌은 나보니두스가 아라비아의 타이마에 장기간 머물다 돌아온 후에야 복원되었지만, 건축 작업은 훨씬 일찍 시작되었을 수 있으며, 그가 왕위에 오른 이래로 그의 목표였던 것으로 보인다. 나보니두스의 비문에는 또한 메디아인들이 하란을 위협하며 "둘러쌌다"고 언급되어 있으며, 메디아 약탈자들의 위협으로 인해 건축 작업이 그의 통치 후기로 연기되었을 가능성도 있다. 그의 비문에 따르면 나보니두스는 꿈에서 마르두크와 신 모두로부터 신전을 복원하라는 명령을 받았으며, 신들은 그에게 메디아인들이 결국 복원되어 약탈 위협 없이 건축을 시작할 수 있을 것이라고 확신시켰다. 나보니두스 자신의 종교적 신념 외에도 에쿨훌과 그 주변 도시 하란의 복원은 정치적 동기를 가졌을 수도 있다. 아시리아 멸망 이후 근동의 정치적 패권은 바빌로니아와 메디아 사이에 분할되었으며, 이는 나보니두스 시대에도 해결되지 않은 문제로 남아 있었다. 나보니두스는 종종 자신을 전임자인 네부카드네자르 2세와 네리그리사르(둘 다 정복자이자 전사)와 비교하고, 여러 비문에서 나보니두스가 즉위 초부터 군사 문제에 몰두했음을 암시하는 것을 보면, 나보니두스가 이 문제를 해결할 준비를 하고 있었던 것으로 보인다.

### 타이마의 나보니두스

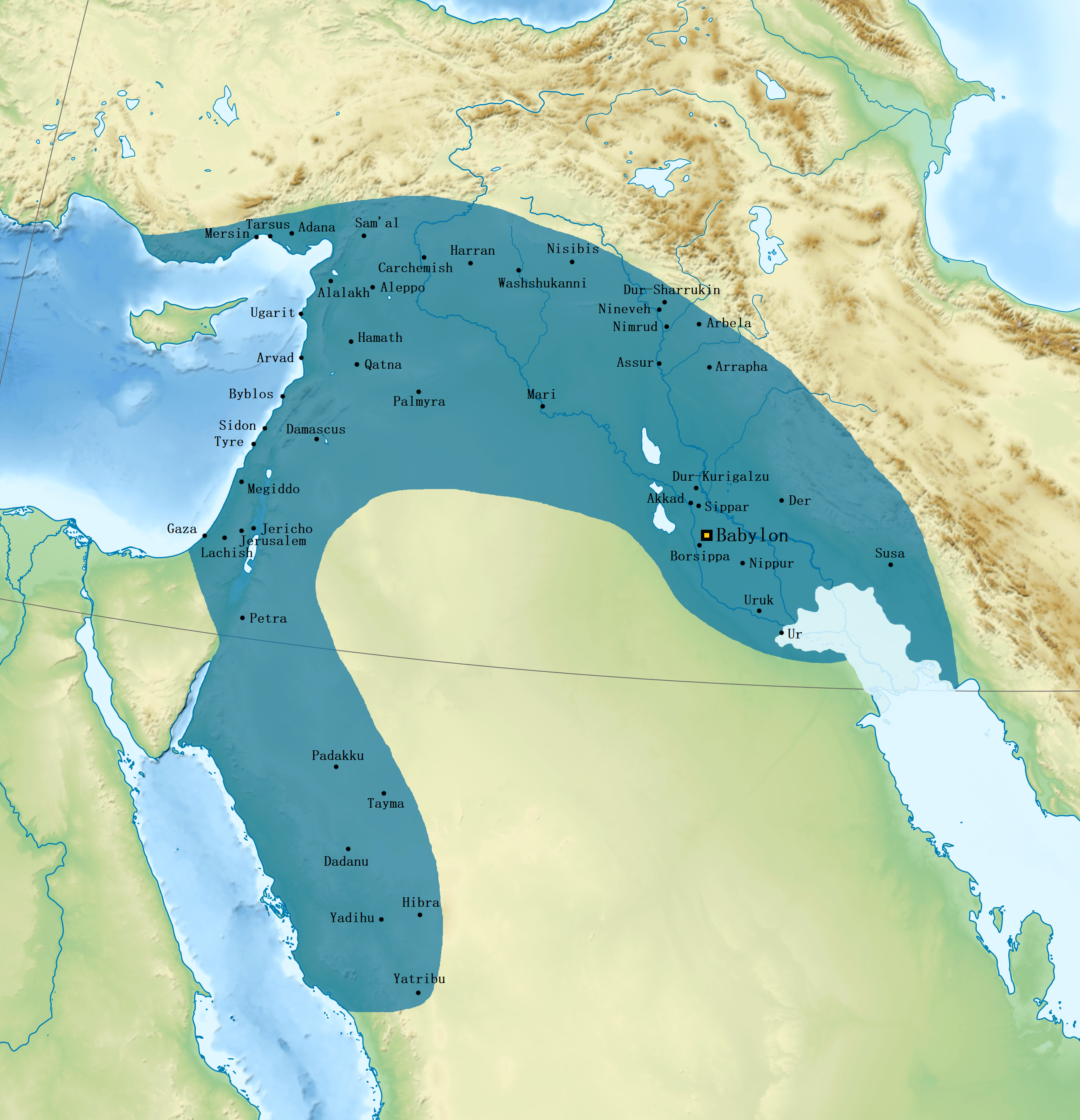
나보니두스 통치하의 신바빌로니아 제국 지도. 타이마는 아라비아 북부에 있으며, 제국의 남서부에 있다.

기원전 553년 5월, 나보니두스는 아라비아로 원정을 떠났는데, 처음에는 안티레바논 산맥의 반란을 진압하기 위함이었다. 바빌로니아인들은 비교적 빠르게 승리했고, 나보니두스는 8월에도 여전히 안티레바논 산맥 근처에 머물며 바빌론으로 보급품 운송을 감독했다. 병을 앓은 후, 나보니두스는 아모르와 에돔으로 이동하여 알려지지 않은 도시를 점령했다. 기원전 553년 12월 또는 기원전 552년 1월까지, 나보니두스는 아라비아에서 다다누의 왕과 싸우며 원정 중이었다. 3월 또는 4월까지 나보니두스는 다다누의 왕을 물리쳤고, 타이마를 포함한 아라비아의 다른 도시들을 점령했으며, 기원전 552년 여름까지 타이마를 자신의 임시 거처로 삼았다. 바빌로니아 자료에 따르면 나보니두스는 남쪽으로 야트리부까지 아라비아 땅을 정복했다. 타이마를 정복한 후 나보니두스는 약 10년 동안 그곳에 머물렀으며, 기원전 543년 또는 기원전 542년 9월 또는 10월까지 바빌론으로 돌아오지 않았다. 기원전 543년 10월은 현존하는 바빌로니아 문서에서 가장 지지되는 귀환 날짜이다. 사실상의 자진 망명인 이 장기간의 타이마 체류 목적은 불분명하며 논쟁의 여지가 있으며, 보편적인 지지를 받는 설명은 없다.

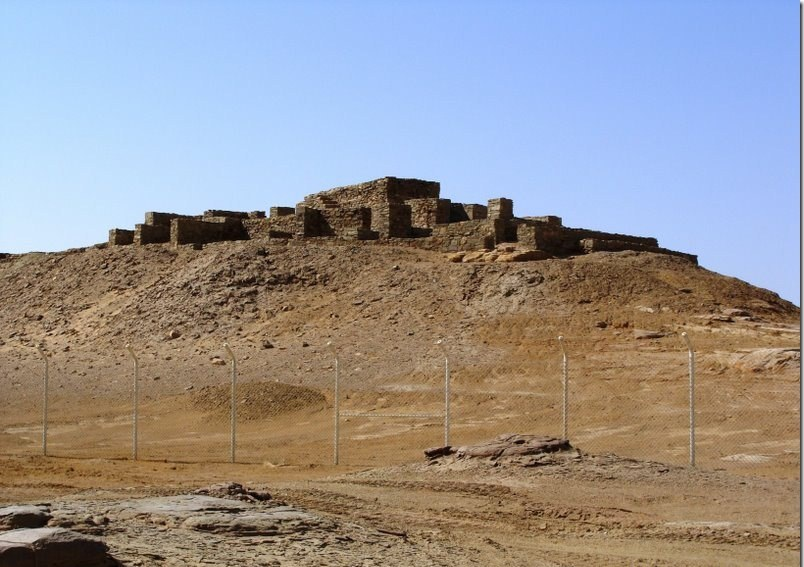
타이마의 고대 유적

이 시기의 역사는 잘 알려져 있지 않으며, 자료 부족으로 인해 자세히 재구성하기 어렵다. 이 시기의 여러 왕실 연대기의 기록은 완전히 또는 거의 완전히 누락되어 있다. 나보니두스의 운문 기록에 따르면, 편향된 문서로 추정되며 아마도 키루스 2세 (결국 나보니두스를 폐위시킨) 통치 기간에 작성되었을 것이다. 나보니두스는 타이마에서 광범위한 건축 작업을 수행했으며, 새로운 성벽으로 요새화하고, 새로운 건물들로 장식하고, 바빌론의 왕궁과 유사하지만 상당히 작았을 왕궁을 건설하여, 본질적으로 도시를 바빌로니아식으로 재건했다. 타이마의 현대 고고학 발굴에 따르면, 이 도시는 6세기에 광범위한 관개 시스템 건설을 포함하여 상당한 확장을 겪었다. 일부 유적의 모티프는 초승달, 별, 날개 달린 원반(바빌로니아의 종교적 모티프를 연상시키는)이 있는 제물대와 같이 분명한 바빌로니아의 영향을 보여준다.
아라비아 원정의 이유는 어렵지 않게 확인할 수 있는데, 서쪽으로 확장하는 바빌로니아의 다음 단계를 나타내기 때문이다. 바빌로니아 군대는 레반트를 아시리아로부터 정복하면서 아라비아 왕국과 처음 접촉했으며, 이 원정은 아마도 바빌로니아 제국을 서쪽으로 확장하려는 의도였을 것이다. 아라비아를 통과하는 많은 무역로 때문에 이 지역은 엄청나게 부유했으며 매력적인 목표였다. 타이마를 정복하려는 의도는 도시를 통과하는 이러한 중요한 무역로(이집트에서 바빌론까지의 주요 무역로 포함)를 통제하려는 것이었을 가능성이 있다. 무역로의 이점을 효율적으로 얻으려면 강력한 현지 바빌로니아 군대가 권한을 행사해야 했을 것이다. 그러나 타이마에 바빌로니아 군대를 주둔시키고 총독을 책임자로 남겨두는 것만으로도 충분했을 것이며, 왕이 지역을 평정하기 위해 10년 동안 아라비아에 머무를 필요는 없었을 것이다. 게다가 경제적 이득 외에는 타이마 지역은 전략적으로 그리 유용하지 않았다. 아랍인들은 당시 바빌론이나 다른 세력에 위협이 되지 않았고, 이집트는 잠재적으로 강력한 적수였지만, 팔레스타인의 바빌로니아 영토를 요새화하고 수비하는 대신 아라비아 깊숙이 고립된 도시를 요새화하여 이집트인들과 대처하는 것은 있을 법하지 않은 전략이었을 것이다. 타이마의 외딴 접근 불가능한 위치 때문에, 나보니두스가 그곳에 새로운 수도를 건설하여 제국의 무게 중심을 서쪽으로 옮기려 했다는 주장은 근거가 없다.
나보니두스가 종교적인 이유로 타이마에 머무르려 했을 수도 있지만, 그 지역에는 여러 저명한 달의 신들이 있었고 나보니두스가 달의 신 신의 숭배자였음을 고려할 때, 그러한 대규모 사업이 전적으로 신앙만으로 동기 부여되었을 가능성은 낮다. 위즈먼에 따르면, 타이마에서의 장기 체류에 대한 어떤 종교적인 설명도 버려질 수 있는데, 도시 내에 바빌로니아 사원이나 신에게 헌정된 사원의 존재 또는 건설에 대한 자료가 없기 때문이다. 볼리외는 또한 나보니두스의 운문 기록이 왕의 종교적 신념에 매우 집중되어 있음에도 불구하고 타이마에서의 어떤 종교적 활동에 대해서도 언급하지 않는데, 만약 그 원정과 장기 체류가 종교적으로 동기 부여되었다면 분명히 언급했을 것이라고 지적한다.
나보니두스가 타이마에 머무르는 동안, 그의 아들이자 후계자인 벨사살은 바빌론의 섭정으로 통치했다. 타이마에서의 장기 체류는 종교 개혁에 반대하는 파벌, 아마도 그의 아들 벨사살이 이끄는 파벌과의 정치적 투쟁의 결과였을 수 있으며, 벨사살이 바빌론의 섭정으로 통치하는 동안 나보니두스가 자진 망명하기로 합의했을 수 있다. 나보니두스 자신의 비문에서 그는 타이마에서의 체류를 "바빌로니아인들의 불경" 탓으로 돌린다.
나보니두스는 북쪽의 메디아인들이 더 이상 위협이 되지 않는다는 것을 확인한 후에야 서쪽으로 원정을 떠났을 것이다. 볼리외는 나보니두스가 키루스 2세가 메디아인들에게 반란을 일으켜 전쟁을 벌이도록 부추겼거나 심지어 그와 동맹을 맺었을 가능성이 있다고 믿는다. 이는 나보니두스의 타이마 체류 시작이 키루스의 통치 시작과 일치하기 때문이다. 볼리외에 따르면: "왕이 전략적 능력이 전혀 없었다고 가정하지 않는 한, 제국의 북쪽과 동쪽 국경이 적어도 몇 년 동안은 안전할 것이라고 확신하지 않고 바빌로니아 군대의 상당 부분을 아라비아로의 장기 원정에 투입했을 것이라고 믿기 어렵다." 타이마에서의 체류가 계속되는 동안, 키루스 대왕은 광대한 제국을 자신의 통치 아래 통합했다. 섭정 벨사살은 키루스 제국이 점점 커지는 아케메네스 제국이 제시하는 위협을 절실히 인식하게 되었는데, 그는 시파르와 인근 방어 시설에 자원을 지출했다고 기록되어 있다.

### 종교 정책

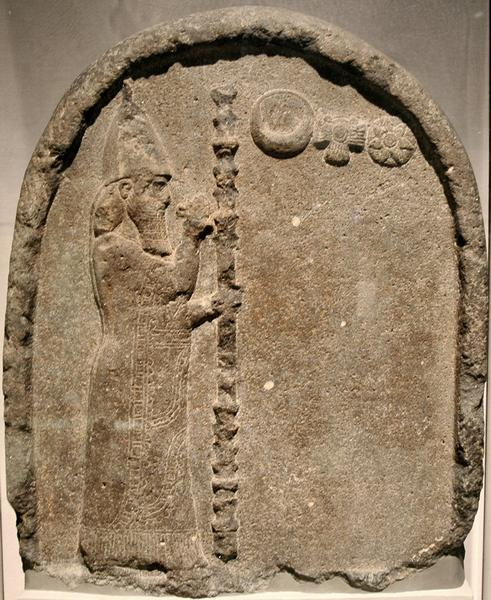
하란 석비. 달(신), 태양, 금성에 기도하는 나보니두스를 묘사한다.

나보니두스는 일반적으로 바빌로니아에서 종교 개혁을 시도하여 달의 신 신의 지위를 최고 신으로 높이고 바빌로니아의 국가 신 마르두크의 지위를 낮추려 했던 것으로 특징지어진다. 신의 승격은 천 년 이상 전에 아카드 제국 시대에 우루크에서 이슈타르 신이 저명한 위치로 승격되었던 것과 유사하며, 혹은 네부카드네자르 1세 (r.  기원전 1125~1104년경) 통치하에 바빌로니아에서 마르두크가 원래 승격되었던 것과도 유사하다. 이러한 이전의 성공적인 승격과는 대조적으로, 신을 승격시키려는 시도는 실패로 끝났다. 이 실패는 신의 승격이 바빌로니아 내부에서 상당한 반대에 부딪혔고, 페르시아의 침공과 정복이 승격을 완료할 수 있는 정치적 수단을 종식시켰기 때문이다.

건축 비문 외에도, 나보니두스의 운문 기록은 신을 메소포타미아 판테온의 최고신으로 확립하려는 시도를 암시한다. 1924년 운문 기록의 출판은 나보니두스에 관한 다른 비문과 기록에 학문적 관심이 쏠리게 했다. 특히 그의 많은 비문은 마르두크를 판테온의 수장으로 인정하지 않거나 아예 생략하며, 종종 신에 대한 과도한 찬사를 담고 있다. 나보니두스의 신에 대한 헌신은 그의 통치 기간 내내 꾸준히 증가한 것으로 보이며, 마르두크와 신에게 부여된 칭호는 통치 기간 내내 상당히 다양했다. 그의 통치 초기에도 마르두크에게 부여된 칭호는 "신들의 왕", "주들의 주", "신들의 지도자"와 같이 최소한에 불과했으며, 이는 평소보다 현저히 적은 수의 칭호였다. 대조적으로 신에게는 "빛나는 신", "인류의 빛", "숭고한 신", "숭고한 주"와 같이 이전에는 들어본 적 없는 많은 칭호가 부여되었다. 나보니두스는 특히 찬탈을 통해 왕위에 올랐기 때문에 통치 초기에 종교 개혁을 단행할 수 없었을 것이다. 그의 초기 비문은 표면적으로는 정통적이지만, 마르두크를 찬양하는 데 의도적인 자제를 보였고 신을 의도적으로 과도하게 찬양했다.

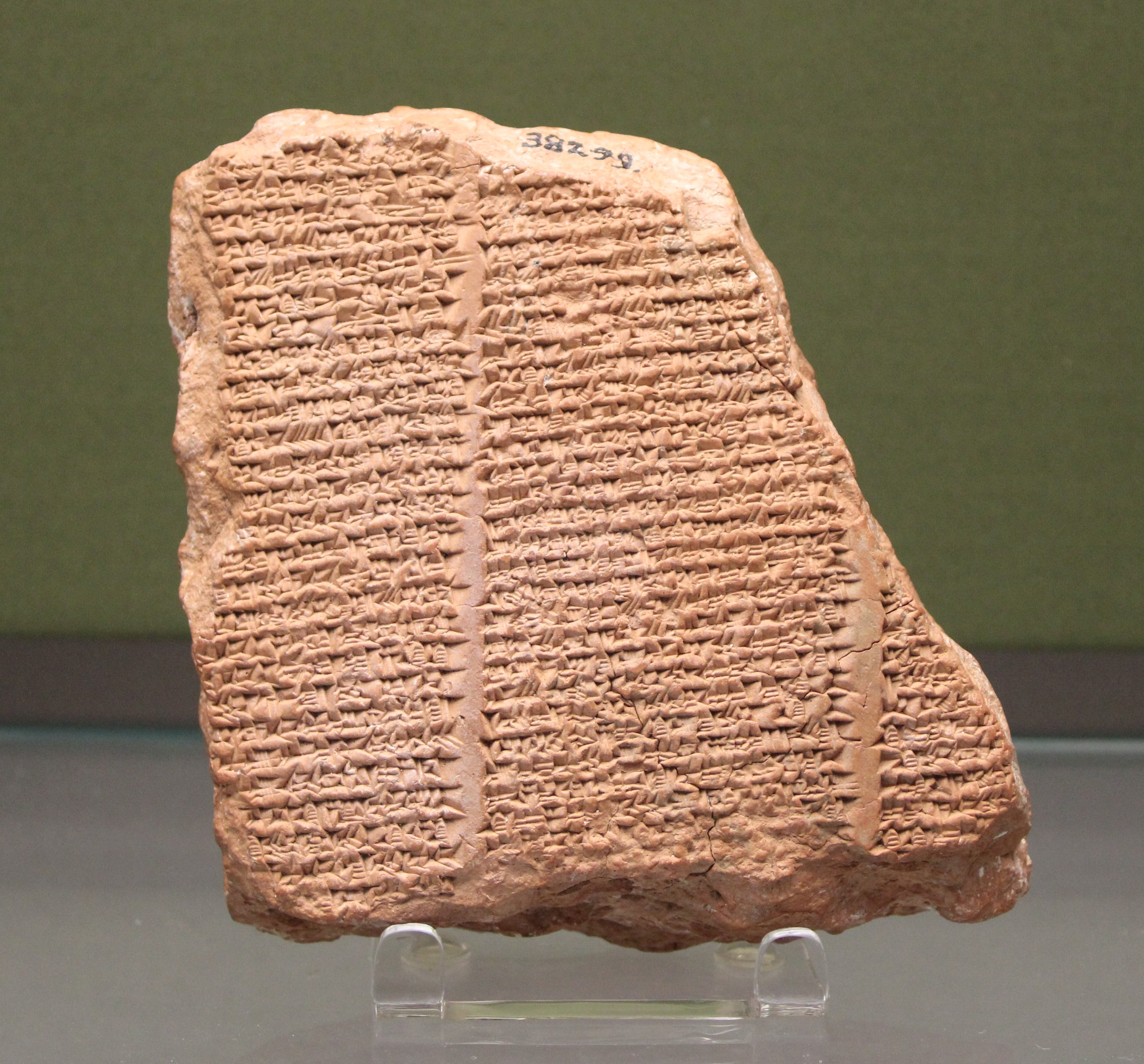
나보니두스의 운문 기록. 나보니두스의 통치에 대해 편향적으로 기록된 문서로, 아마도 키루스 2세의 통치 기간에 작성되었을 것이다.

타이마에서 나보니두스가 보낸 시기의 비문들은 왕이 이 시기에 "정통성"으로 돌아갔음을 시사하는 듯하다. 이 비문들은 더 이상 신을 불균형적으로 찬양하지 않고(이 신은 거의 언급되지 않음), 대신 마르두크에게 "신들의 으뜸", "신들의 고귀한 왕", "만물의 주", "천국과 저승의 왕"과 같은 더 정교하고 적절한 칭호를 부여한다. 이 비문들은 나보니두스가 바빌론으로 돌아온 후의 비문들과는 극명한 대조를 이룬다. 후자의 비문들에서는 신이 반복적으로 숭앙되고 마르두크는 거의 무시되는데, 단 하나의 비문에서는 그가 단지 신의 동반자로만 나타난다. 나보니두스가 타이마에 머무르는 동안 정통성으로 돌아간 것은 바빌로니아가 벨사살의 섭정 하에 있었기 때문일 수 있으며, 벨사살은 나보니두스에게 바빌로니아에 머무르지 않도록 설득하고 과두정치 및 성직자 계층과의 대결을 두려워하여 정통성으로의 명확한 복귀를 단행했을 수 있다.
나보니두스가 바빌론으로 돌아온 후의 비문들은 그가 더 이상 신을 칭송하는 데 주저하지 않았으며, 최소 6세기 동안 바빌론의 논쟁의 여지가 없는 최고신이었던 마르두크를 거부하기까지 하는 종교 개혁을 진지하게 추진하기 시작했음을 시사한다. 여러 비문들은 마르두크의 전통적인 칭호, 예를 들어 "신들의 왕"과 "신들의 아버지이자 창조주"를 신에게 돌린다. 예를 들어, 라르사의 에밥바르 신전(시파르의 같은 이름의 신전과는 다름) 건축에 관한 이 비문은 마르두크의 전통적인 칭호를 신에게 돌린다.
라르사의 샤마쉬 신전 에밥바르는 먼 옛날에 하늘과 저승에 거하는 신들과 여신들의 왕, 주님인 신이 그 도시와 신전에 노하여 거대한 모래더미가 쌓여 예배당이 더 이상 보이지 않게 되었다.

일부 비문은 또한 역사적 수정주의를 시도하는 경향을 보여주는데, 네부카드네자르 2세의 성공을 마르두크가 아닌 신에게 돌리거나, 아시리아 신 아슈르가 아닌 신이 아시리아 왕 에사르하돈과 아슈르바니팔에게 보편적 통치권을 맡겼다고 묘사하는 비문도 있다. 신은 또한 통치자들을 왕으로 부르는 마르두크의 역할을 대체했다. 한 비문은 나보니두스가 어머니의 뱃속에 있을 때부터 신과 닝갈 (신의 배우자)에 의해 왕권이 결정되었다고 진술한다. 신의 숭앙은 에쿨훌 재건 이후 절정에 달했으며, 종교적 요소가 포함된 나보니두스의 가장 최근의 알려진 텍스트는 마르두크의 바빌론 전통 거처인 에사길라와 에지다 사원을 신의 사원과 거처로 언급하기까지 한다. 에사길라가 신에게 "찬탈"된 것으로 보이지는 않지만, 신전에서 마르두크를 신으로 대체하는 것은 나보니두스에 의해 진지하게 고려된 계획이었고, 그는 신전이 초승달 상징으로 표시되어 원래 신을 위한 것이었음을 지적하며 이를 정당화했다. 한 비문에서 신은 "신들의 신"이라는 칭호를 받았는데, 이는 메소포타미아 신에게 부여된 가장 높은 칭호이다.
나보니두스의 종교적 사상에 대한 구체적인 증거는 비교적 희박하며, 그의 신앙과 믿음에 대한 신학적 기초를 담고 있는 현존하는 문서는 없다. 모든 역사가가 나보니두스를 종교 개혁가로 보는 견해를 공유하는 것은 아니다. 도널드 위즈먼에 따르면, 나보니두스는 "바빌론에서 [신]을 위한 독점적인 역할을 만들려고 하지 않았다". 위즈먼은 나보니두스를 다른 모든 바빌로니아 왕들처럼 매우 종교적이며 마르두크를 지지하는 인물로 특징짓는다. 에쿨훌 사원 외에도, 나보니두스는 바빌론 자체, 라르사, 시파르, 니푸르의 사원에서 복원 작업을 수행했다고 비문에 기록되어 있다. 위즈먼은 종교 관리들이 나보니두스에게 반대한 이유를 왕이 신전에 새로운 왕실 금고를 도입하여, 왕실 관리의 감독 아래 사원 수입의 일부를 왕에게 제공하도록 한 것에 돌리며, 키루스 대왕의 후대 문서에서 나보니두크를 마르두크에 대해 불경한 인물로 언급한 것이 선전일 수 있다고 지적한다. 나보니두스가 많은 비문에서 신에게 특징적으로 높은 칭호를 사용했지만, 바이엘스하우저와 노보트니는 이러한 칭호의 대부분이 신의 숭배 중심지인 하란의 에쿨훌 사원 작업 기록에 국한된다고 지적했다. 따라서 바이엘스하우저와 노보트니는 나보니두스가 바빌로니아 자체 내에서 신을 광적으로 숭배하고 마르두크를 완전히 대체하려고 했다는 주장을 뒷받침하기에는 증거가 충분하지 않다고 본다.

### 통치 후반과 바빌론의 멸망

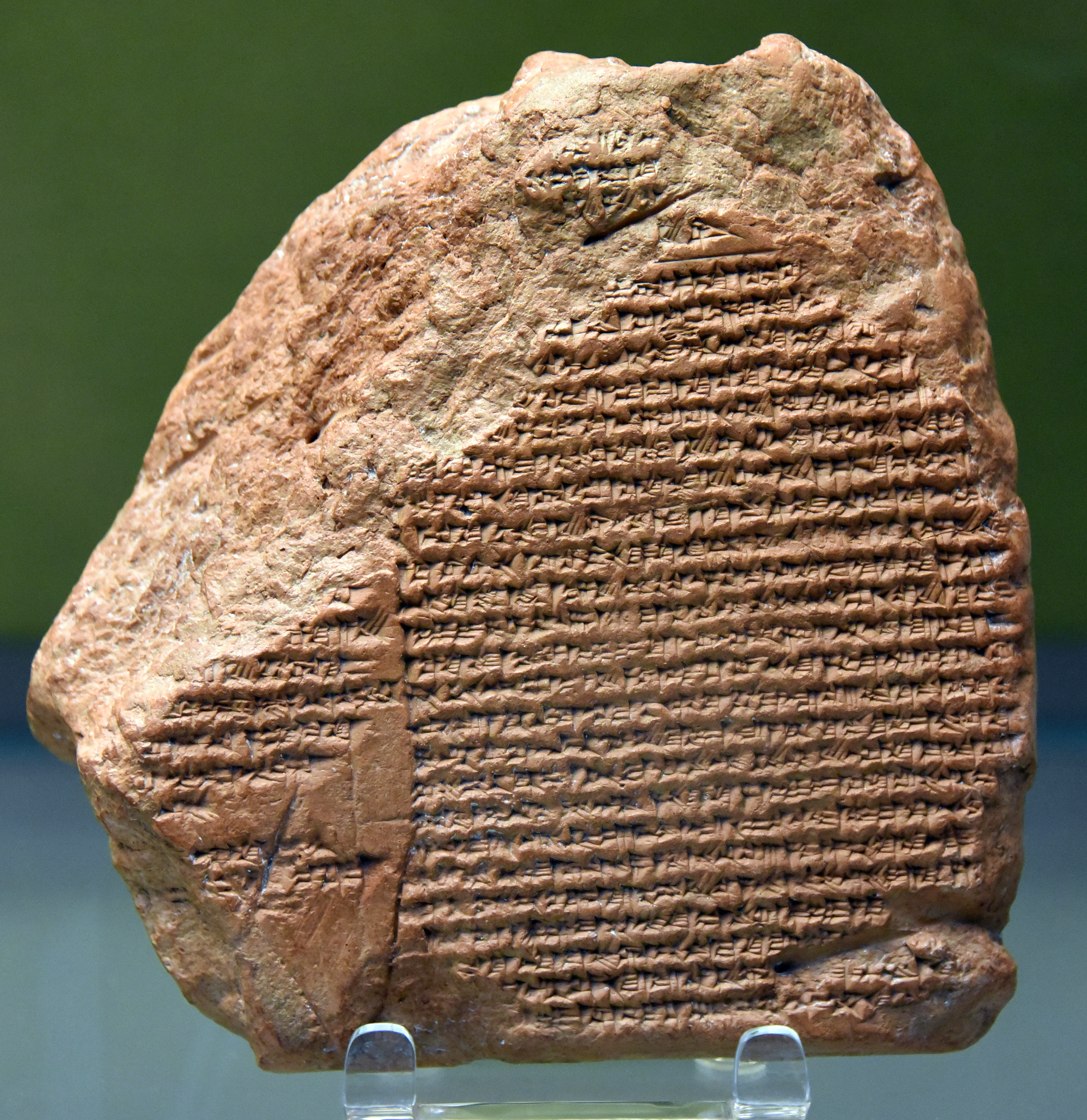
나보니두스 연대기. 후기 페르시아 통치 시기에 작성된 이 점토판은 나보니두스와 그의 통치를 비난하며, 그의 바빌론 장기 부재를 기록하고 그의 종교 정책을 비판한다.

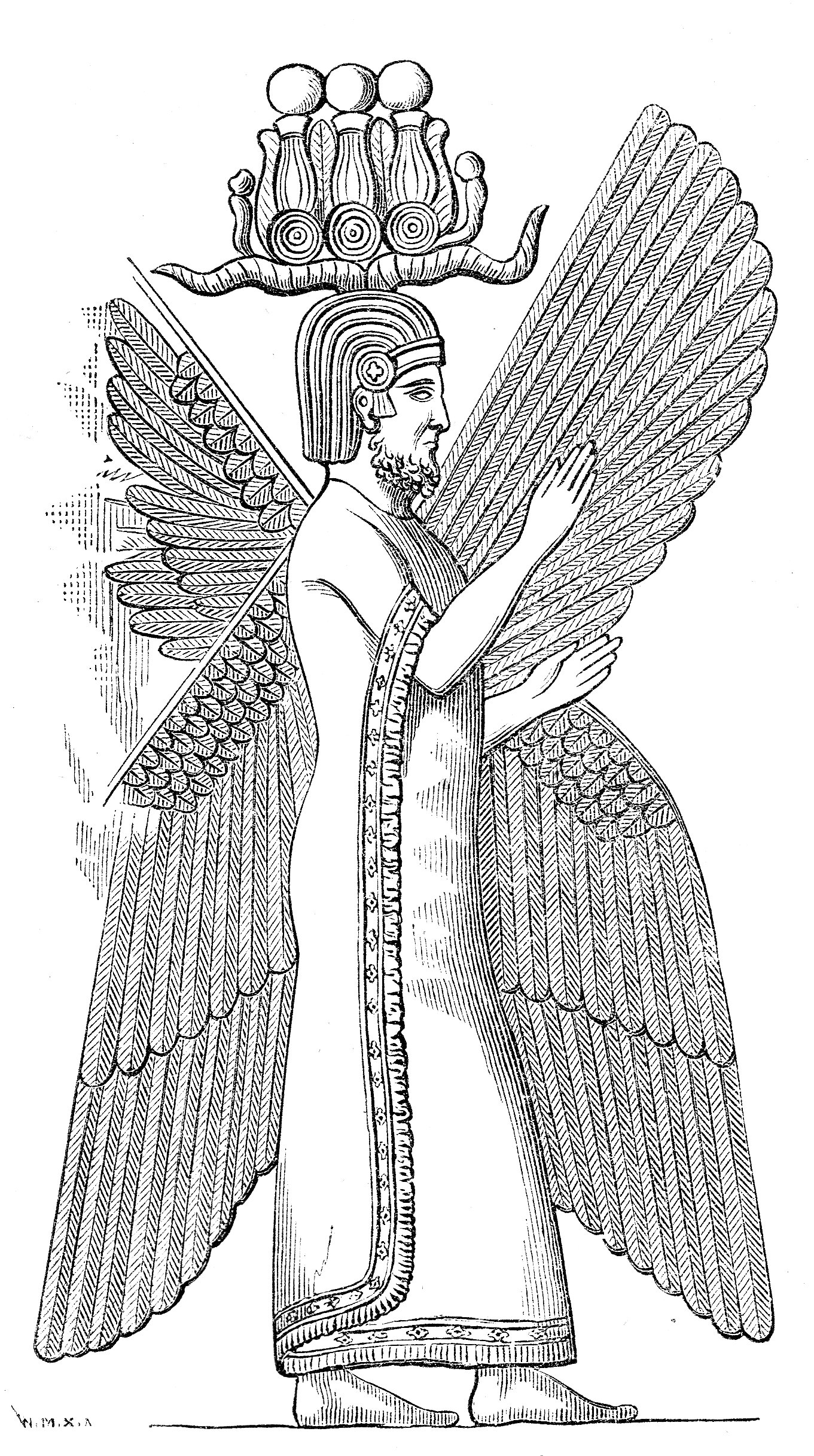
기원전 539년에 바빌론을 정복한 키루스 2세가 헤메헴 왕관 또는 네 개의 날개가 달린 지천사 수호신을 쓰고 있는 모습

나보니두스가 타이마에서 바빌론으로 돌아온 이유는 불분명하다. 잠재적인 설명으로는 키루스 2세의 커지는 힘에 대한 두려움이나, 아마도 종교와 자신의 권한 범위에 대한 벨사살과의 심각한 불일치가 있을 수 있다. 돌아오자마자 그는 의도했던 종교 개혁을 진지하게 시행하기 시작했는데, 아마도 노년에 접어들어 죽기 전에 개혁을 완수하려는 의지가 강했기 때문일 것이다. 나보니두스 통치 후반기의 주요 프로젝트는 하란의 에쿨훌 건축 프로젝트의 완성이었으며, 신전은 원래의 기초 위에 직접 재건되었다. 나보니두스 자신은 신전 재건을 자신의 통치 중 가장 큰 업적으로 여겼다. 우르, 라르사, 시파르, 아카드에서도 건축 작업이 진행되었다. 일부 증거는 나보니두스 통치 후반기에 바빌로니아에 기근이 있었음을 시사한다. 나보니두스는 이를 백성들이 왕의 종교 개혁에 반응하지 않은 신의 분노의 징조로 보았을 수 있으며, 반면 백성들은 왕의 이단적인 신앙에 대한 마르두크의 분노로 보았을 가능성이 높다.
왕이 타이마에 부재하는 동안 중단되었던 신년 축제는 나보니두스가 돌아온 후 매년 다시 전통적인 방식으로 거행되었다. 이 축제가 나보니두스의 부재 중에 중단되었다는 점은 주목할 만하다. 이 축제는 마르두크의 권위를 매년 재확립하고 바빌론의 안녕을 보장하기 위해 거행되었기 때문이다. 키루스의 위협은 점점 더 가까워졌다. 기록이 너무 단편적이어서 확실히 알 수는 없지만, 기원전 540/539년 겨울, 우루크 근처에서 페르시아와 바빌로니아 군대 간의 충돌이 이미 있었던 것으로 보인다. 기원전 539년 신년 축제 이후, 나보니두스는 우루크, 아카드, 키시, 마라드, 쿠르삭칼라마의 신상들을 안전을 위해 수도로 가져오게 했는데, 이는 북동쪽으로부터의 공격을 예상한 전통적인 첫 단계였다. 이는 나보니두스가 페르시아의 공격을 예상하고 몇 달 전에 준비하고 있었음을 시사한다. 비록 이것이 전쟁 시에 신성한 조각상을 보호하는 전통적인 방법이었지만(승리한 적들은 보통 숭배 조각상을 훔쳤음), 이런 식으로 조각상을 운반하는 것은 운반된 신들의 숭배에 상당한 혼란을 야기했다. 예를 들어, 우루크에서 바빌론으로 이쉬타르 상을 운반하는 것은 숭배가 중단되지 않도록 하기 위해 음식과 음료를 우루크에서 바빌론으로 가져와 상에 바쳐야 했다는 것을 의미했을 것이다.

기원전 539년 키루스 2세의 바빌로니아 침공 경로 지도

쿠타, 시파르, 보르시파와 같이 바빌론과 가까운 일부 도시의 신들은 수도로 옮겨지지 않았다. 그 이유는 알려져 있지 않지만, 추측적인 설명들이 제시되었다. 시드니 스미스 (아시리아학자)는 1924년 나보니두스 실린더의 번역본을 출판하면서 나보니두스가 이 도시들의 신상들도 수도로 소환했을 수 있지만, 지역 사제단이 나보니두스의 종교 개혁 시도에 혐오감을 느껴 거부했을 것이라고 제안했다. 스미스는 나중에 대안 가설을 제시했는데, 그는 시파르, 보르시파, 쿠타가 바빌로니아 중심부에 있었고, 강력한 요새와 메디아 방벽(네부카드네자르 2세가 북쪽からの 공격을 방어하기 위해 건설함)으로 보호되어 있었기 때문에 신상들을 바빌론으로 보낼 필요가 없었을 것이며, 우루크와 같은 외곽 도시들은 그렇게 잘 보호되지 않았다고 가정했다. 키시와 쿠르삭칼라마가 시파르보다 바빌론에 더 가까웠다는 점을 고려하면 이는 있을 법하지 않다. 또한 스테판 자바드스키는 2012년에 시파르가 특정 신들을 바빌론으로 보냈지만, 그들의 수호신 샤마쉬의 주 신상은 보내지 않았다는 것을 보여주었다. 이는 시파르와 다른 도시들이 신들을 바빌론으로 보내기를 거부했다는 설명이 있을 법하지 않다는 것을 의미한다. 자바드스키는 몇 가지 가능한 설명을 제시했는데, 시파르가 페르시아 침공 시기와 가까운 전통적인 숭배 의식을 거행하기를 원했고, 따라서 신상을 바빌론으로 옮길 시간이 없었거나, 아니면 나보니두스 자신이 신상을 시파르에 남겨두라고 명령했을 수도 있다는 것이다. 나보니두스는 시파르 북쪽에서 페르시아인들을 막을 의도였기 때문에, 시파르에서 신상을 제거하는 것은 나보니두스가 자신의 승리에 대한 믿음이 없다고 해석될 수도 있었기 때문에 이러한 명령을 내렸을 수도 있다.
마지막 신들이 바빌론에 들어간 직후, 키루스는 바빌로니아를 침공했다. 나보니두스의 준비에도 불구하고, 바빌로니아는 페르시아인들에게 비교적 빠르게 함락되었으며, 충돌은 한 달도 채 지속되지 않았다. 페르시아 침공에 앞서 우그바루라는 이름의 남자가 반란을 일으켰을 가능성이 높다. 그는 구티움 지역의 바빌로니아 총독으로 임명되었을 수 있다. 우그바루는 나보니두스에게 반란을 일으키고 키루스와 합류했으며, 바빌로니아 전역의 주요 장군이 되었다. 언제 일어났는지에 따라 우그바루의 반란은 나보니두스가 타이마에서 돌아오게 만든 요인 중 하나였을 수 있다. 키루스의 첫 번째 행동은 오피스를 공격하는 것이었다. 오피스 전투는 페르시아의 결정적인 승리였으며, 바빌로니아군에게 막대한 사상자를 내고 바빌로니아군을 메디아 방벽 너머로 후퇴시켰다. 그 직후, 기원전 539년 10월 10일, 시파르는 키루스에 의해 싸움 없이 점령되었고, 나보니두스는 바빌론으로 후퇴했다. 시파르가 싸움 없이 항복한 이유는 분명하지 않다. 시파르 당국이 나보니두스의 종교 정책에 불만을 품었거나, 오피스에서의 바빌로니아 패배가 너무 결정적이어서 더 이상의 저항은 무의미하다고 판단했을 수 있다. 당시 혼란이 있었음이 분명한데, 도시 함락 다음 날인 10월 11일자로 날짜가 지정된 시파르의 한 서판은 여전히 나보니두스 통치 시대로 날짜가 지정되어 있었다.
10월 12일, 총독 우그바루가 이끄는 페르시아 군대는 싸움 없이 바빌론에 입성했다. 나보니두스의 통치 시대로 날짜가 지정된 마지막 태블릿은 우루크에서 발견되었으며 10월 13일자로, 이는 일반적으로 그의 통치 종료일로 간주된다. 방패를 든 페르시아 군인들은 바빌론의 신전들을 경비하도록 배치되어, 사제들이 안전하게 예배와 의식을 계속할 수 있었다. 10월 29일 또는 30일, 키루스 자신이 새로운 왕으로서 바빌론에 입성했다. 그는 백성들의 환호를 받았는데, 키루스 자신이 주장한 대로 압제로부터의 해방자로 환영받은 것인지, 아니면 정복자로 환영받은 것인지는 해석의 여지가 있다. 나보니두스의 통치 종료일은 때때로 바빌론이 페르시아에 함락된 10월 12일(나보니두스 통치 시대로 날짜가 지정된 마지막 태블릿보다 하루 빠름) 또는 키루스가 공식적으로 왕이 된 시점인 키루스의 도시 입성일로 다르게 기록되기도 한다.

## 운명
바빌론 함락 후 나보니두스의 운명에 대해서는 고대 기록들이 다르다. 기원전 5~4세기 그리스 역사가 크세노폰은 우그바루(또는 '고브리아스')가 바빌론 점령 시 나보니두스를 죽였다고 기록했지만, 크세노폰이 다니엘서에도 죽음이 기록된 벨사살을 의미했을 수도 있다. 베로수스는 바빌론 함락 후 나보니두스가 보르시파에서 키루스에게 항복했으며, 키루스는 그를 "온화한 태도로" 대하며 목숨을 살려주고 카르마니아(오늘날 이란 케르만주 인근) 지역에서 은퇴하거나 총독으로 임명하여 남은 생을 살게 했다고 기록했다. 왕실 연대기에는 나보니두스가 후퇴 후 바빌론에서 붙잡혔다고만 기록되어 있으며, 그 이후의 운명은 불분명하다. 왕조 예언은 베로수스의 기록을 뒷받침하며, 나보니두스가 왕좌에서 물러나 "다른 땅"에 정착했다고 진술한다. 베로수스의 기록을 믿는다면, 나보니두스는 다리우스 1세 (r.  기원전 522–486년)의 통치까지 살았으며, 키루스와 키루스의 아들이자 후계자인 캄비세스 2세를 모두 앞섰다. 베로수스는 "그러나 다리우스 왕은 그의 영토 일부를 자신을 위해 가져갔다"고 주장하기 때문이다. 어머니의 사망 당시 나이를 고려할 때, 나보니두스 또한 100세 이상 살았을 가능성은 배제할 수 없다.
벨사살의 운명은 알려지지 않았다. 어떤 자료도 그에게 무슨 일이 일어났는지 설명하지 않기 때문이다. 벨사살은 도시가 함락된 10월 12일 바빌론에서 페르시아인들에게 살해당했다고 일반적으로 추정되지만, 오피스 전투에서 이미 살해되었거나, 포로로 잡혀 처형되었거나, 아버지와 함께 망명했을 수도 있다.

## 가족, 자녀 및 후손

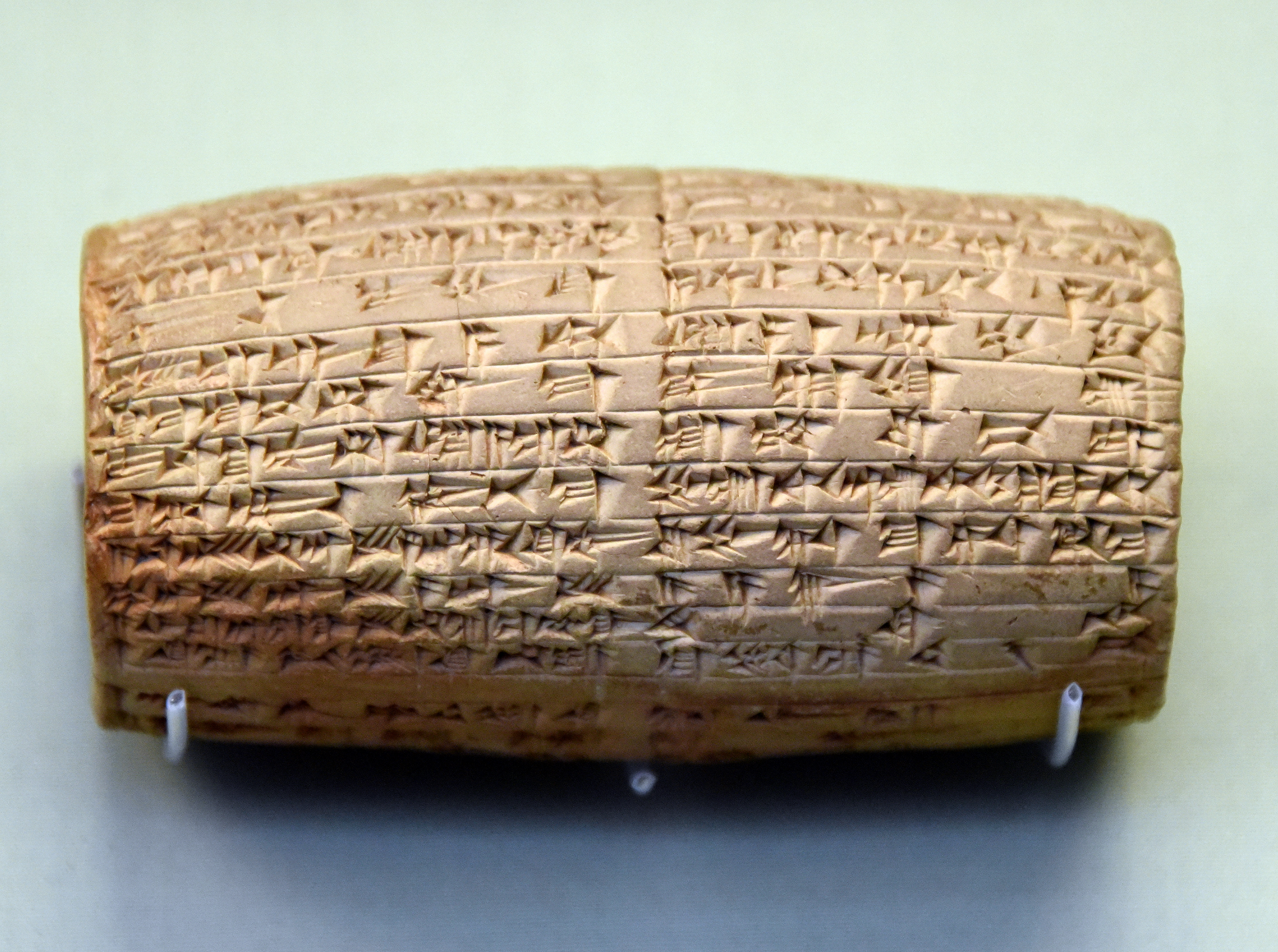
신의 지구라트를 우르에서 나보니두스가 복원한 것을 기록하고 나보니두스와 그의 아들 벨사살을 보호해달라고 신에게 간청하는 점토 실린더

나보니두스의 가족에 대한 자세한 정보는 드물다. 그는 왕이 되기 전에도 이미 대가족을 가지고 있었을 가능성이 높은데, 그의 어머니 아다드-구피가 비문에서 증손주가 있었다고 주장하고, 나보니두스는 아마도 아다드-구피의 외동아들이었을 것이기 때문이다. 아다드-구피에게 증손주가 있었다는 것은 나보니두스가 통치 초기에 이미 증손주를 두었다는 의미이지만, 이 후손들의 이름, 혈통, 수, 성별은 언급되어 있지 않다. 알려진 나보니두스의 자녀는 다음과 같다.
- 벨사살(아카드어: Bēl-šar-uṣur)[28] – 아들. 나보니두스 통치 기간 내내 왕세자이자 기원전 553~543/542년 섭정.[54]
- 엔니갈디-난나 (아카드어: En-nigaldi-Nanna)[25] – 딸. 아버지에 의해 우르의 엔툼 사제로 봉헌됨.[18]
- 이나-에사길라-레마트[101] 또는 이나-에사길라-리삿[25] (아카드어: Ina-Esagil-rīšat)[25] – 딸. 시파르에서 십일조 수령자로 언급되며,[101] 그 외에는 알려진 바가 거의 없음.[18]
- 아카부움마 (아카드어: Akkabuʾunma, 정확한 판독 불확실)[25] – 딸. 시파르의 문서 기록에 등장.[101]
- 시파르의 문서 기록에 또 다른 딸이 있었을 가능성이 있지만, 그녀의 이름은 알려져 있지 않다.[101]

일부 후대 바빌로니아인들은 나보니두스의 후손임을 주장했다. 기원전 522년 말 다리우스 1세에게 반란을 일으켜 바빌론의 왕으로 선포된 니딘투-벨은 네부카드네자르 3세라는 이름을 취하고 나보니두스의 아들이라고 주장했다. 니딘투-벨의 실제 아버지는 저명한 자자쿠 가문 출신의 무킨-제리라는 남자였다. 니딘투-벨의 패배 후 1년도 채 되지 않아, 바빌론은 기원전 521년에 다시 다리우스에게 반란을 일으켰다. 이번에는 지도자가 아라카였는데, 그는 니딘투-벨처럼 자신을 나보니두스의 아들이라고 선포하고 네부카드네자르 4세라는 이름을 취했다. 아라카는 사실 할디타라는 남자의 아들이었으며 바빌로니아 토착민이 아니라 우라르투인 (아르메니아인)이었다.

## 유산

### 성격과 기억

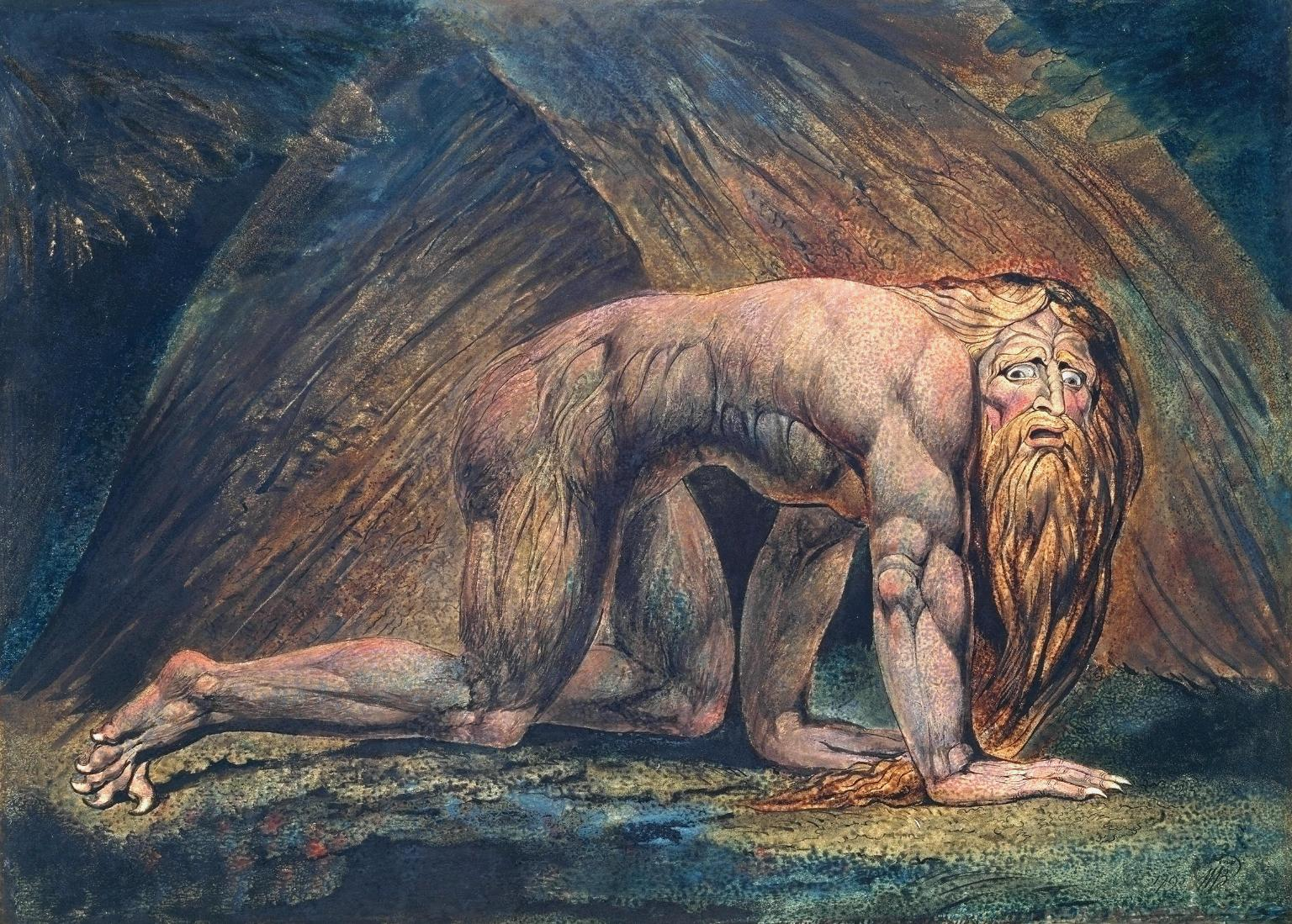
윌리엄 블레이크의 네부카드네자르 (1795). 이 그림은 네부카드네자르 2세가 벌거벗고 미쳐서 야생 동물처럼 사는 모습을 묘사한다. 네부카드네자르 2세의 광기 이야기는 원래 나보니두스를 지칭했다.

다른 신바빌로니아 왕들 중 나보니두스만큼 다양하게 특징지어진 왕은 없다. 일부 고전 작가들은 바빌로니아 기록에서 나보니두스에 대한 세부 사항을 잊거나 생략하고, 왕 목록에 그의 이름만 보존했지만, 바빌로니아에서 나보니두스 통치를 계승한 아케메네스 제국은 그의 통치를 결코 모방해서는 안 되는 사례로 보았다. 아케메네스 제국은 나보니두스의 전통적인 사원 복원 등의 업적을 중요하게 여기지 않고, 그가 바빌로니아 왕으로서 기대되는 바와 달리 행동했던 지점들을 역사서술에서 강조했다. 키루스 2세는 자신이 마르두크에 의해 신성하게 임명된 옹호자라고 자처하고 나보니두스의 "이단적인" 행위에 대한 기록을 작성함으로써 바빌론 정복을 정당화했다.
바빌론이 함락된 후, 나보니두스가 그의 종교 정책 때문에 미쳤다는 전설이 점차 형성되었고, 이는 결국 헬레니즘과 유대 전통에까지 전해졌다. 일부는 다니엘서에서 나보니두스의 광기가 네부카드네자르 2세에게 재귀속된 것으로 믿는다. 정신 이상 혐의는 어떤 설형 문자 자료에서도 발견되지 않는다. 운문 기록은 나보니두스를 매우 비판하며, 특히 그의 종교 정책을 비판한다. 그리고 키루스 2세를 정복자라기보다는 해방자로 제시하면서도, 나보니두스가 정신 이상이었다는 직접적인 주장은 하지 않는다. 왕조 예언과 키루스 원통은 유사한 기록을 제공하며, 나보니두스와 그의 정책을 비판하지만, 그를 미쳤다고 특징짓지는 않는다. 일부 바빌로니아 자료는 더 중립적이다. 바빌로니아 연대기, 바빌로니아 역사에 대한 더 객관적인 기록은 왕이 몇 년 동안 바빌론에 부재했고, 그 결과 신년 축제가 중단되었음을 기록하지만, 이러한 사건에 대해 어떤 판단도 내리지 않는다. 그의 바빌로니아 역사에서 베로수스는 나보니두스를 찬탈자로 제시하는데, 나보니두스 자신도 인정했지만, 왕에 대한 부정적인 평가로 해석될 수 있는 것은 아무것도 보고하지 않는다. 따라서 나보니두스에 대한 동시대의 견해가 완전히 부정적이지 않았음은 분명하다. 바빌로니아인들이 나보니두스를 무능하고 불경한 이단자로 보편적으로 일축했다면, 두 명의 후대 바빌로니아 반란자들이 자신들이 그의 아들이라고 주장했을 가능성도 낮다. 설형 문자 자료는 바빌로니아인들이 나보니두스를 이단적이고 잘못 인도된 인물로 기억했지만, 미치지는 않았다고 시사한다.
아람어 나보니두스의 기도, 사해 문서에서 발견된 텍스트 중 하나는 나보니두스의 광기 이야기가 시작된 곳일 수 있다. 이 기도는 나보니두스가 7년 동안 끔찍한 피부병에 시달렸으며, 유대인의 하나님께 기도하여 치유되었다고 주장한다. 이 이야기는 왕들이 신들에게 피부병으로 저주받아 야생 동물처럼 건조한 스텝을 떠돌아야 했다는 메소포타미아 전통과 유사하다. 우루크의 헬레니즘 시대에는 비슷한 텍스트가 있는데, 이는 우르 제3왕조의 왕인 슐기 (r.  기원전 2094~2046년경)가 마르두크를 모독하고 그 자리에 신을 숭앙한 후 피부병으로 저주받았다고 기록한다. 이 전설이 마르두크 대신 신을 숭앙했던 나보니두스와 연관되었고, 후대 유대 연대기자들은 피부병을 광기와 연관시켰으며, 야생 동물처럼 사막을 떠돌아야 했던 이야기는 나보니두스의 타이마 장기 체류와 연관시켰을 가능성이 높다.
현대 역사가들은 나보니두스를 다양한 방식으로 특징지었다. 19세기 전반에 그의 비문들이 더 많이 발굴되고 그와 그의 시대를 묘사하는 문학적 자료들이 결합되면서, 나보니두스는 여러 가지 기이한 방식으로 묘사되기 시작했다. 일부는 그를 정부 업무에는 관심이 없고 오로지 고고학 발굴에만 몰두하는 늙은 고물상으로 특징지었다. 다른 이들은 나보니두스를 무능함이 고대 제국의 몰락을 초래한 사악한 찬탈자로 보았다. 또 다른 이들은 나보니두스를 제국의 최고신을 달의 신으로 만들고자 하는 종교적 광신자로 보았다. 볼리외에 따르면, 오늘날 역사가들이 나보니두스를 보는 시각은 내부 불안정과 절박한 지정학적 위치로부터 강력하지만 급하게 건설되고 정치적으로 불안정한 신바빌로니아 제국을 구하려 했던 분명히 유능한 통치자로서의 모습이다. 램버트는 나보니두스를 그의 비정통적인 종교 정책과 아라비아에서의 장기 체류 때문에 "그 시대의 가장 개성적인 통치자"로 특징지었다. 바이엘스하우저와 노보트니는 페르시아 시대의 노골적인 부정적 평가와 달리 나보니두스가 비교적 성공적인 통치자였으며, 많은 건축 프로젝트를 수행하고, 바빌로니아 중심지에서 멀리 떨어진 곳에서 군대를 성공적인 캠페인으로 이끌고, 그의 제국이 번성하도록 보장했다고 기록했다. 바이엘스하우저와 노보트니는 나보니두스를 "의심할 여지 없이 고대 메소포타미아의 가장 활기찬 인물 중 한 명"으로 간주했다.

### 고고학자로서의 나보니두스
나보니두스는 때때로 "최초의 고고학자"로 묘사되기도 한다. 나보니두스는 사원을 적절하게 개조하고 재건하기 위해서는 기초를 발굴하여 원래의 계획에 따라 복원해야 한다는 잘 정립된 메소포타미아의 사상에 기반하여 발굴을 수행했다. 나보니두스가 그의 전임자들, 예를 들어 나보폴라사르나 네부카드네자르 2세보다 더 골동품 수집가였음을 보여주는 증거가 있는데, 이들도 사원 복원 작업 중 유사한 발굴을 수행했다.
나보니두스의 활동과 비문은 역사에 대한 특별한 관심을 시사한다. 그는 우르에서 엔툼 여사제 직책을 부활시키고 자신의 딸을 그 직책에 봉헌했으며, 왕으로서의 비문에는 에리바-마르두크 (기원전 8세기 바빌론의 왕)까지 거슬러 올라가는 이전 바빌로니아와 아시리아 통치자들이 언급되어 있다. 나보니두스가 그의 전임자들보다 역사에 더 관심이 있었다는 증거는 나보폴라사르와 네부카드네자르 2세가 사원 발굴 중 발견된 물품에 대한 묘사가 매우 간략했고, 단지 사원의 기초 매장물과 어떤 왕이 돌을 놓았는지를 간략하게 언급했다는 점에서도 찾을 수 있다. 반면 나보니두스는 더 명시적이며, 세 번의 알려진 경우에서는 심지어 이 이전 통치자들의 연대를 시도했는데, 샤가락티-슈리아시 (r.  기원전 1245~1233년경)를 자신의 통치보다 800년 전으로, 나람신 (r.  기원전 2254–2218년경)을 자신의 통치보다 3200년 전으로 배치했다. 왕이 건설한 사원 발굴 중 발견된 것을 바탕으로 나람신의 통치 연대를 시도한 것은 고고학적 유물의 가장 초기 알려진 연대 측정이며, 나보니두스의 제안된 날짜는 약 1,500년 오차가 있지만, 정확한 연대 측정 기술이 부족했던 것을 고려하면 여전히 매우 좋은 추정치였다. 그의 비문에서 나보니두스는 또한 자신이 복원한 사원들이 왜 처음부터 폐허가 되었는지 추측한 유일한 신바빌로니아 왕인데, 예를 들어 메디아인들이 하란을 약탈하면서 도시의 사원들이 어떻게 손상되었는지 설명한다.
시파르의 에밥바르 신전을 재건할 때, 나보니두스는 사르곤(r.  기원전 2334~2279년경)의 동상을 발견했다. 나보니두스는 "신들에 대한 경외심"과 "왕권에 대한 존경심" 때문에 손상된 동상을 복원했다. 따라서 동상을 복원한 이유는 종교적 요인뿐만 아니라 왕으로서의 사르곤에 대한 관심과 고대 메소포타미아의 첫 번째 제국 시대인 아카드 제국에 대한 존경심 때문이기도 했다. 동상 발견 이후, 나보니두스는 아카드에서 이슈타르에게 헌정된 신전을 복원하는 것과 같은 아카드 제국에 대한 관심을 시사하는 다른 작업들을 수행했으며, 아카드에서 나람신의 궁전을 발굴하기도 했다. 이러한 발굴은 주로 종교 건물의 복원으로 시작되었지만, 정치적 목적뿐만 아니라 학술적 목적으로도 사용된 고고학적 유물들을 발견했다. 이전 신바빌로니아 왕들이 아시리아에 대해 대체로 침묵했던 것과 달리, 나보니두스는 자신과 바빌로니아 왕들을 아시리아 왕들의 후계자로 분명히 자리매김하며, 그들을 근동 전역을 통치했던 "왕실 조상"이라고 불렀다. 발굴을 통한 아카드 왕들과의 연관성은 따라서 부분적으로는 정치적인 동기를 가졌을 수 있으며, 신바빌로니아 제국을 신아시리아 제국뿐만 아니라 고대 아카드 제국과도 연결시켰을 것이다.

## 칭호

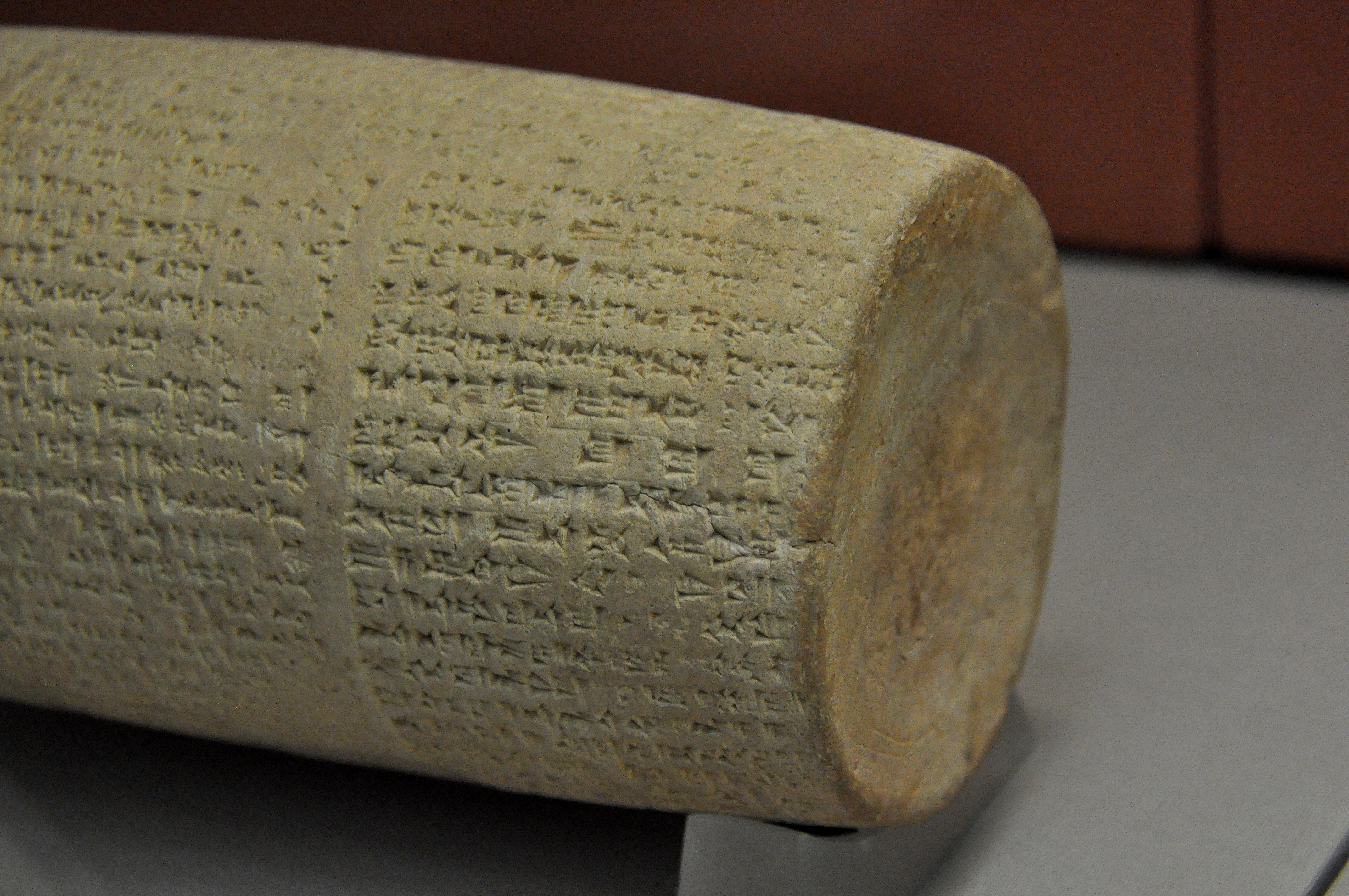
라르사에 있는 샤마쉬 신전의 복원 작업을 기록한 나보니두스의 테라코타 실린더

나보니두스는 알려진 그의 비문 중 두 개에서 고대 신아시리아 왕들의 전통적인 칭호를 사용한다(단, '아시리아의 왕' 칭호는 생략함). 이는 다른 신바빌로니아 왕들의 대체로 겸손한 칭호와는 극명한 대조를 이룬다. 하란(즉, 구 아시리아 내)을 위한 비문에서, 에쿨훌 재건 후 나보니두스는 다음 칭호들을 사용했다.
나는 위대한 왕, 강한 왕, 우주의 왕, 바빌론의 왕, 세계 사방의 왕, 에사길라와 에지다의 복원자이며, 어머니 뱃속에서부터 신과 닝갈이 왕실의 운명을 정해준 자이다. 나는 현명한 군주이자 위대한 신들을 숭배하는 나부-발라추-이크비의 아들이다.

'우주의 왕'과 '세계 사방의 왕'과 같은 전형적인 아시리아 칭호와 '강한 왕'과 '위대한 왕'과 같은 칭호를 사용한 것은 하란에서 에쿨훌 건축 작업 중 발견된 아시리아 왕들의 비문에서 유래했을 수 있으며, 나보니두스는 신아시리아 제국의 유산을 주장하는 일환으로 이러한 칭호들을 취했을 것이다. 더 주목할 만한 것은 바빌로니아 본토를 위한 일부 비문에서 특정 아시리아 칭호가 존재한다는 점이다. '우주의 왕' 칭호는 예를 들어 우르의 비문에 표시된 나보니두스의 칭호에 포함되었다.
나보니두스, 우주의 왕, 바빌론의 왕, 그의 여신 닝갈을 위해 에기슈누갈 한가운데에 있는 에눈마흐, 비트 힐치를 (재)건설한 자.

에쿨훌 재건 이전에 아시리아 요소가 없는 나보니두스 칭호의 더 표준적인 바빌로니아 예도 있다.
나는 바빌론의 왕, 에사길라와 에지다의 복원자, 경건한 행위를 수행하는 자, 완전한 군주 나부-발라추-이크비의 아들 나보니두스이다.

바빌론 성벽의 보수 작업을 묘사하는 비문에서 더 긴 변형은 다음과 같다.
나는 바빌론의 왕, 세심한 군주, 공급하는 목자, 신들의 뜻에 끊임없이 주의를 기울이는 자, 현명하고 경건한 자, 위대한 신들의 신전을 끊임없이 찾는 자, 가장 적합한 전사, 신들의 현인 마르두크의 창조물, 모든 통치자를 창조하신 여신 에루아의 소산, 우주적 조화를 통제하는 에사길의 상속인 나부 신의 선택을 받은 자, 만물의 전지전능한 창조자 닌시키 신의 창조물, 점성술적 징후를 알려주는 왕관의 주인 난나루 신의 선택을 받은 자, 매일 위대한 신들에 대한 헌신을 보여주고 에지다와 에사길의 공급에 마음을 쏟는 자, 현명한 군주 나부-발라수-이크비의 아들 나보니두스이다.

## 참고
1. ↑  나보니두스는 바빌론의 마지막 독립적인 토착 왕이었다. 아케메네스 왕조를 포함한 외국의 통치자들은 기원전 539년 이후에도 오랫동안 그 칭호를 사용했으며, 바빌론의 왕 목록은 신바빌로니아 제국 멸망 수세기 후의 파르티아 제국 시대까지 외국의 통치자들을 계속 인정한다.[7] 또한 바빌로니아인들은 여러 번 외국 통치자들에게 반란을 일으켜 토착 왕을 옹립했지만, 이들의 도시와 나머지 바빌로니아 일부에 대한 통제는 항상 몇 달밖에 지속되지 않았다. 이러한 마지막 토착 반란군은 샤마시-에리바 (기원전 484년)이거나[8] 니딘-벨 (기원전 336/335년)이었다.[9]
2. ↑  일부 동시대가 아닌 자료들은 나보니두스에게 '아시리아의 왕' 칭호도 부여한다. 사해 문서에 있는 아람어 텍스트 중 하나인 '나보니두스의 기도'는 나보니두스를 "나보니두스, 아시리아와 바빌론의 왕, 위대한 왕"으로 언급한다.[120]

### 참고 문헌
- Beaulieu, Paul-Alain (1989). 《Reign of Nabonidus, King of Babylon (556-539 BC)》. Yale University Press. doi:10.2307/j.ctt2250wnt. ISBN 9780300043143. JSTOR j.ctt2250wnt. OCLC 20391775.
- Beaulieu, Paul-Alain (2006). 《Berossus on Late Babylonian History》. 《Oriental Studies》. 116–149쪽.
- Beaulieu, Paul-Alain (2007). 〈Nabonidus the Mad King: A Reconsideration of His Steles from Harran and Babylon〉.   Heinz, Marlies; Feldman, Marian H. 《Representations of Political Power: Case Histories from Times of Change and Dissolving Order in the Ancient Near East》. Eisenbrauns. ISBN 978-1575061351.
- * Beaulieu, Paul-Alain (2018). 《A History of Babylon, 2200 BC - AD 75》. Pondicherry: Wiley. ISBN 978-1405188999.
- Bertin, G. (1891). 《Babylonian Chronology and History》. 《Transactions of the Royal Historical Society》 5. 1–52쪽. doi:10.2307/3678045. JSTOR 3678045. S2CID 164087631.
- Chavalas, Mark W. (2000). 〈Belshazzar〉.   Freedman, David Noel; Myers, Allen C. 《Eerdmans Dictionary of the Bible》. Eerdmans. ISBN 978-9053565032.
- Dalley, Stephanie (2003). 〈The Hanging Gardens of Babylon?〉. 《Herodotus and His World: Essays from a Conference in Memory of George Forrest》. Oxford: Oxford University Press. ISBN 978-0199253746.
- Dick, Michael B. (2004). 〈"David's Rise to Power" and the Neo-Babylonian Succession Apologies〉. 《David and Zion: Biblical Studies in Honor of J.J.M. Roberts》. Winona Lake: Eisenbrauns. ISBN 978-1575060927.
- Dougherty, Raymond Philip (2008) [1929]. 《Nabonidus and Belshazzar: A Study of the Closing Events of the Neo-Babylonian Empire》. Wipf & Stock. ISBN 978-1556359569.
- Gruenthaner, Michael J. (1949). 《The Last King of Babylon》. 《The Catholic Biblical Quarterly》 11. 406–427쪽. JSTOR 43720153.
- Hanish, Shak (2008). 《The Chaldean Assyrian Syriac people of Iraq: an ethnic identity problem》. 《Digest of Middle East Studies》 17. 32–47쪽. doi:10.1111/j.1949-3606.2008.tb00145.x.
- Kelly, Robert L.; Thomas, David Hurst (2013). 《Archaeology: Down to Earth》. Cengage Learning. ISBN 978-1133608646.
- Lambert, Wilfred G. (1972). 《Nabonidus in Arabia》. 《Proceedings of the Seminar for Arabian Studies》 2. 53–64쪽. JSTOR 41222956.
- Lewy, Julius (1945–1946). 《The Late Assyro-Babylonian Cult of the Moon and its Culmination at the Time of Nabonidus》. 《Hebrew Union College Annual》 19. 405–489쪽. JSTOR 23503682.
- Nielsen, John P. (2015). 〈“I Overwhelmed the King of Elam”: Remembering Nebuchadnezzar I in Persian Babylonia〉.   Silverman, Jason M.; Waerzeggers, Caroline. 《Political Memory in and After the Persian Empire》. SBL Press. ISBN 978-0884140894.
- Olmstead, A. T. (1938). 《Darius and His Behistun Inscription》. 《The American Journal of Semitic Languages and Literatures》 55. 392–416쪽. doi:10.1086/amerjsemilanglit.55.4.3088120. JSTOR 3088120. S2CID 170646918.
- Sachs, A. J.; Wiseman, D. J. (1954). 《A Babylonian King List of the Hellenistic Period》. 《Iraq》 16. 202–212쪽. doi:10.2307/4199591. JSTOR 4199591. S2CID 191599687.
- Sack, Ronald H. (1983). 《The Nabonidus Legend》. 《Revue d'Assyriologie et d'archéologie orientale》 77. 59–67쪽. JSTOR 23282496.
- Shea, William H. (1982). 《Nabonidus, Belshazzar, and the Book of Daniel: an Update》. 《Andrews University Seminary Studies》 20. 133–149쪽.
- Silverberg, Robert (1997). 《Great Adventures in Archaeology》. University of Nebraska Press. ISBN 978-0803292475.
- Waerzeggers, Caroline (2015). 〈Babylonian Kingship in the Persian Period: Performance and Reception〉.   Stökl, Jonathan; Waerzeggers, Caroline. 《Exile and Return: The Babylonian Context》. De Gruyter. ISBN 978-3110417005.
- Waerzeggers, Caroline (2018). 〈Introduction: Debating Xerxes' Rule in Babylonia〉.   Waerzeggers, Caroline; Seire, Maarja. 《Xerxes and Babylonia: The Cuneiform Evidence》 (PDF). Peeters Publishers. ISBN 978-90-429-3670-6. 2020년 12월 9일에 원본 문서 (PDF)에서 보존된 문서. 2021년 5월 9일에 확인함.
- Weiershäuser, Frauke; Novotny, Jamie (2020). 《The Royal Inscriptions of Amēl-Marduk (561–560 BC), Neriglissar (559–556 BC), and Nabonidus (555–539 BC), Kings of Babylon》 (PDF). Eisenbrauns. ISBN 978-1646021079.
- Wiseman, Donald J. (2003) [1991]. 〈Babylonia 605–539 B.C.〉.   Boardman, John; Edwards, I. E. S.; Hammond, N. G. L.; Sollberger, E.; Walker, C. B. F. 《The Cambridge Ancient History: III Part 2: The Assyrian and Babylonian Empires and Other States of the Near East, from the Eighth to the Sixth Centuries B.C.》 2판. Cambridge University Press. ISBN 0-521-22717-8.
- Zawadzki, Stefan (2012). 《The End of the Neo-Babylonian Empire: New Data Concerning Nabonidus's Order to Send the Statues of Gods to Babylon》. 《Journal of Near Eastern Studies》 71. 47–52쪽. doi:10.1086/664452. S2CID 164044467.

### 웹 자료
- Lendering, Jona (1998). “Arakha (Nebuchadnezzar IV)”. 《Livius》. 2020년 8월 11일에 확인함.
- Lendering, Jona (2005). “Uruk King List”. 《Livius》. 2019년 12월 10일에 확인함.
- Lendering, Jona (2006). “Neriglissar”. 《Livius》. 2020년 8월 22일에 확인함.

| 나보니두스 비왕조 / 칼데아 왕조출생: 경 기원전 620–615년 사망: 기원전 522년 이후 (?) |                              |                    |
| 이전 라바시-마르두크                                                                 | 바빌론의 왕 기원전 556–539년 | 이후 페르시아 정복 |